# Kirtan
Kirtan (Sanskrit कीर्तन, Hindi कीर्तन, Bengali কীর্তন, in IAST kīrtan, Tamil கீர்த்தனை, kīrtanam) ist ein devotionaler Gesangsstil in Südasien, bei dem meist eine Gruppe von Teilnehmern im Wechselgesang religiöse und mythologische Themen in Versen vorträgt. Der kirtan gehört besonders zum Bhakti-Kult des Vishnuismus und zur Glaubenspraxis im Sikhismus. Der hinduistische Bhakti-Kult war ursprünglich eine gegen die brahmanische Elite gerichtete Strömung und verwendete daher bei religiösen Ritualen Volkssprachen anstelle des klassischen Sanskrit. Kirtan sind in vielen regional unterschiedlichen Stilrichtungen bekannt, die sich überwiegend aus der formal strengen nordindischen Gesangstradition dhrupad ableiten. In einem allgemeineren Sinn, unabhängig von der Form oder als formal einfachere Gattung werden religiöse Lieder bhajan genannt.
Pada kirtan, vorgetragen von einem Vorsänger und im Kreis auf dem Boden sitzenden Begleitern, besteht aus mythischen Erzählungen in Versform über das Leben einer Gottheit und kommt in Varianten in ganz Indien vor. In Bengalen werden im vishnuitischen padavali kirtan, dessen Form von Narottama Das in den 1570er Jahren eingeführt wurde, mythische Episoden aus dem Leben Krishnas vorgetragen. Katha kirtan („Geschichten erzählen“) kombiniert Erzählung, gesungene Lieder und Instrumentalmusik. Der in ganz Indien populäre Chorgesang nam kirtan (auch nagara kirtan, samkirtan oder nam san kirtan) basiert wie der Dhikr im Sufismus auf einem gleichbleibenden Rhythmus und auf endlosen Wiederholungen eines Gottesnamens oder eines Mantras. Nam kirtan wird stehend im Tempel oder häufig draußen beim Gehen vorgetragen. Für Sikhs ist der shabad kirtan ein wesentlicher Bestandteil der Liturgie und wird gewissenhaft gemäß einer musikalischen Struktur vorgetragen, deren Tonfolge auf einem Raga basiert. In Maharashtra unterscheidet sich der warkari kirtan mit einem großen Chor vom übrigen Indien durch die Kombination aus Erzählung, Musik, Tanz und theatralischen Elementen. In Südindien bildet der kirtanam ein Genre der südindischen klassischen Musik.
Kirtan-Vorsänger tragen den Titel kirtankar („jemand, der kirtan ausführt“). Nach der Legende gilt der mythische Weise Narada als der erste kirtankar.

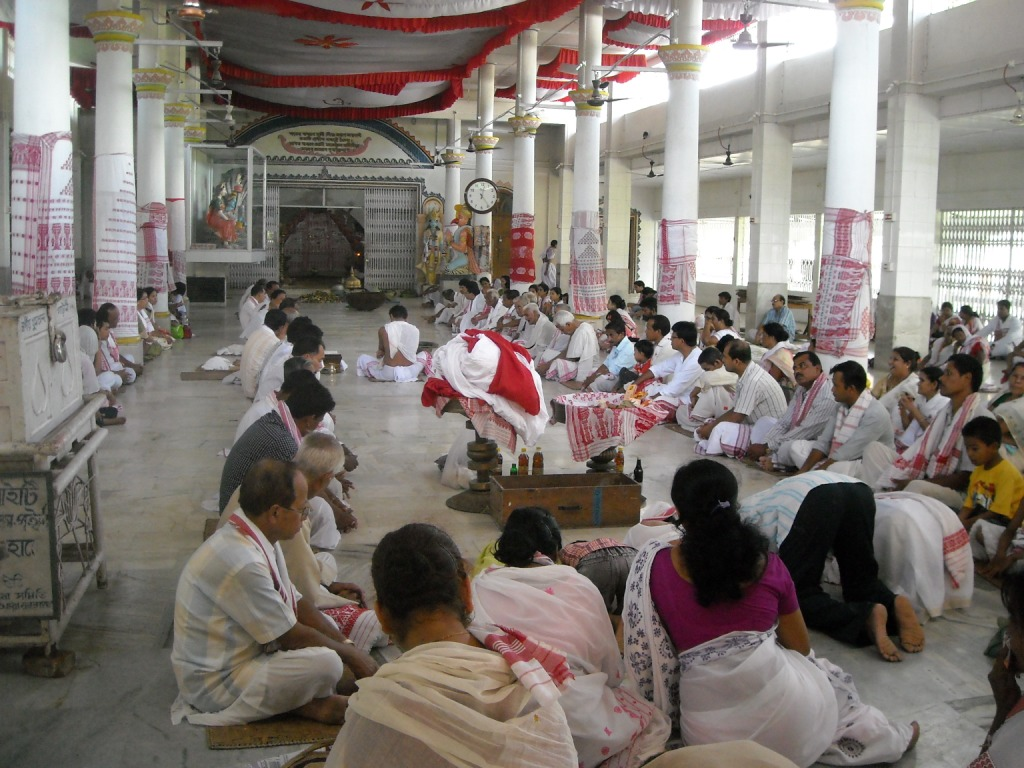
Nam kirtan-Aufführung im Dhekiakhowa Bornamghar, einer religiösen Versammlungshalle (namghar), die es nur in der besonderen Ausprägung des Hinduismus in Assam gibt. Distrikt Jorhat.

## Herkunft

### Vedischer Ursprung

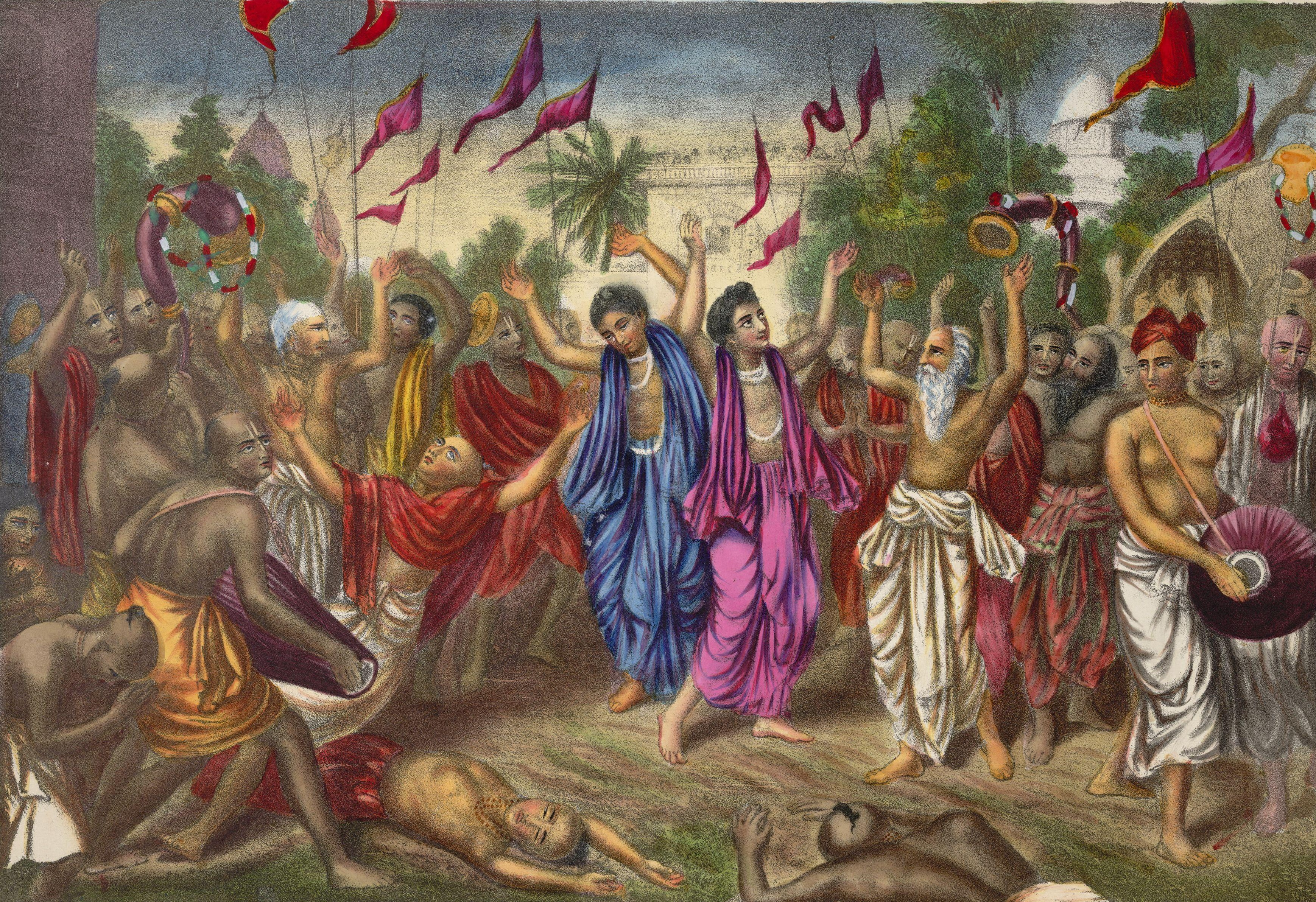
Ekstatische kirtan-Aufführung von Chaitanya-Anhängern in Bengalen. Malerei des 19. Jahrhunderts.

Die sakrale Musik reicht bis in die altindische Zeit der Veden zurück, als die Priester bei Zeremonien heilige Worte und Silben mit magischer Bedeutung rezitierten. Die am Ende der vedischen Zeit entstandenen Upanishaden beinhalten Rezitationsweisen und Versmaße, die an personifizierte Gottheiten gerichtet waren. So entsprach das Metrum gayatri im Rigveda dem Sonnengott Savitri, das Metrum tristubh dem damals höchsten Gott Indra und das Metrum jagati den Maruts genannten untergeordneten Windgottheiten und später anderen Göttern. Das Samaveda handelt von den Melodien (saman) der Verse. Die Gesangsstimmen wurden durch eine von mehreren Sängern in der tiefsten Lage gemurmelte Silbe ergänzt. Dies war offenbar eine Bordunbegleitung, die bis heute ein wesentliches Element der indischen Musik darstellt. Seit altindischer Zeit gilt der rein vokale oder von wenigen Instrumenten begleitete Gesang als kulturell höherstehend als die Instrumentalmusik.
Die ästhetische Ausdrucksform des kirtan ist in der vedischen Literatur verankert. In den Upanishaden wird das unpersönliche göttliche Prinzip brahman als von rasa erfüllt beschrieben. Rasa ist ein für die darstellenden Künste in Indien zentraler ästhetischer Begriff, der eine Grundstimmung der inneren Erfüllung bedeutet. Die vedischen Formen von Tanz, Theater und Musik standen in einer engen Beziehung zur religiösen Sphäre, denn sie verfolgten das Ziel, rasa zu erzeugen. Offenbar waren sich die vedischen Sänger der magischen Kraft ihrer Musik bewusst, mit der sie die Götter zur Teilnahme an den Ritualen anriefen und sie priesen. Die Göttin Sarasvati ist die Patronin der Musik, die meist mit einer vina in der Hand dargestellt wird und Krishna spielt Querflöte. Auch anderen Göttern wird eine Freude an Musik attestiert, weshalb sie von Gandharvas, musizierenden himmlischen Wesen, umgeben sind. Die unter der Leitung des Weisen Narada singenden Gandharvas werden bei ihrer Gandharvasangita („himmlische Musik“) von tanzenden Apsaras und musizierenden Kinnaras begleitet. Zu der an die Götter gerichteten Ghandarva-Musik gehörten neben Tanz auch dramatische Inszenierungen. Laut der um die Zeitenwende entstandenen altindischen Musiktheorie Natyashastra wurden besondere Rituallieder (dhruva) nicht nur in der Literatursprache Sanskrit, sondern auch in den von der breiten Gesellschaft im Alltag gesprochenen Prakrit-Sprachen. Die dhruva waren die Vorläufer der späteren hinduistischen Tempelmusik und des mittelalterlichen pada kirtan (erzählende devotionale Lieder).
Die in den Veden überlieferten Hymnen und Beschwörungsformeln waren und sind den Brahmanen vorbehalten, die in den Hindutempeln als Ritualpriester fungieren. Dagegen werden die religiösen Gesangsstile wie kirtan, bhajan und die eigene Gesangstradition der Bauls in Bengalen auch von Mitglieder anderer Kasten, Religionen und Bevölkerungsgruppen gepflegt. Als Begleitinstrumente bei hinduistischen Tempelzeremonien (puja), die um die Mitte des 1. Jahrtausends v. Chr. entstanden, dienen hauptsächlich Handglocken (Sanskrit ghanta), Schneckenhörner (sankha), Zimbeln (jhanjh, elathalam), Trommeln und in Südindien Doppelrohrblattinstrumente (wie die nadaswaram).

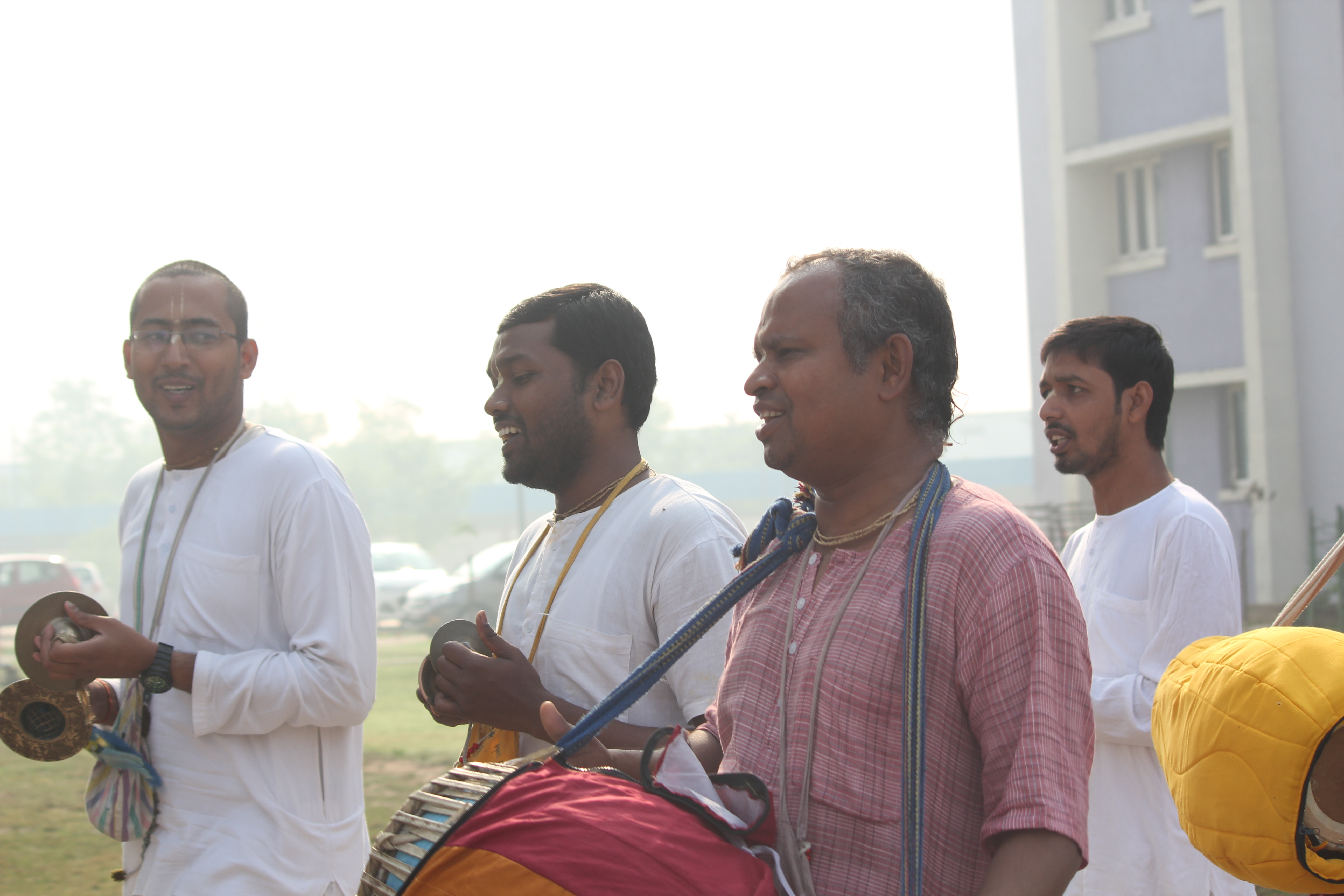
Kirtan-Ensemble der Gaudiya Vaishnavas in Westbengalen mit Handzimbeln (kartal) und zweifelligen Trommeln, die am Jahresfest Gaura-purnima zu Ehren ihres Sektengründers Chaitanya auftreten.

Die grundlegenden altindischen Texte für die kirtan- und bhajan-Lieder, auf die sich die vishnuitische Bhakti-Bewegung beruft, sind die Bhagavad Gita und das Bhagavatapurana. In Bhagavadgita, Kapitel 9, Verse 13–14, stehen die Begriffe kirtan (als kirtayanto) und bhajan (bhajanti) für eine Hingabe (bhaktiya) an das Göttliche, die nicht notwendig in Verbindung mit Musik steht. Die Bhakti-Bewegung entstand dem tamilischen Schrifttum zufolge nach dem 6. Jahrhundert in Südindien und breitete sich bald in sektenartigen Kulten, die Vishnu, Shiva oder dessen weiblichen Aspekt Shakti verehrten, in ganz Nordindien aus. In der Bhakti-Bewegung gewann die individuelle Gottesverehrung Vorrang vor den von Priestern gelenkten Tempelritualen. Seit dem Mittelalter gehen neue religiöse Musikformen im Wesentlichen aus der Bhakti-Bewegung hervor. Eine große Anhängerschaft versammelten die Hinduheiligen Vallabha (Vallabhacarya, 1479–1531) im westlichen Nordindien und Chaitanya (1486–1533) in Bengalen um sich.

### Sankirtana
Eine besondere Form des kirtan, dessen Chorgesang und Tänze teilweise ekstatischen Charakter annehmen, ist der sankirtana in Bengalen, der sich unter dem hinduistischen Mystiker Chaitanya entwickelte und zur Radha-Krishna-Verehrung gehört. Neben Krishna, dem beliebtesten Gott im Bhakti-Kult, werden im Vishnuismus noch andere Avatare von Vishnu, unter ihnen Rama verehrt. Weitere devotionale Musik richtet sich an Shiva, Ganesha sowie die Göttinnen Durga und Sarasvati. Im nordöstlichen Bundesstaat Manipur wurde der sankirtana 2013 in die UNESCO-Liste des immateriellen Kulturerbes der Menschheit aufgenommen.
Im Bhagavatapurana des 6. bis 9. Jahrhunderts werden kirtan und bhajan als feste Bestandteile des Bhakti-Kults etabliert. Zum Bhakti gehören demnach neun Handlungen, von denen kirtan an zweiter Stelle gelistet ist. Des Weiteren geht es um Opfergaben, die Verehrung (puja) und die Unterwerfung unter den Willen Gottes. Zur Verehrung gehört ausdrücklich die als gayan („singen“) und gita („Lied“) bezeichnete Musik. In einem weiteren Vers des Bhagavatapurana (11.11.36) werden gita („Lied“), tandava („Tanz“) und vaditra („Instrumentalmusik“) als gleichgewichtige Bestandteile des Tempeldienstes genannt.
Dem Bhagavatapurana zufolge gab es gegen die streng hierarchische Gesellschaftsordnung, an deren Spitze die brahmanische Orthodoxie stand, gerichtete soziale Bhakti-Bewegungen, die in den religiösen Kulten anstelle von Sanskrit im Alltag gesprochene Sprachen verwendeten. Entsprechend gehört bis heute zu den üblichen Prinzipien der kirtan-Gesangsgruppen, bei der Zusammensetzung nicht auf Geschlecht und Kaste zu achten.
Auf die Unterscheidung zwischen brahmanischer Tradition und Bhakti-Bewegung wurde das Kategorienpaar great tradition versus little tradition des Ethnologen Robert Redfield angewandt. Dieses Konzept erklärt die brahmanischen Kulte (great tradition) zu einem städtischen Phänomen der Eliten, deren Status die ländliche Bevölkerungsmehrheit (little tradition) in einem „Sanskritisierung“ genannten Prozess zu erlangen sucht, indem sie entsprechende Kultpraktiken übernimmt. Auf musikalischer Ebene entspricht die great tradition in Indien dem Begriff shastriya sangit, der „klassischen Musik“, deren Melodiegerüst auf einem Raga basiert, während der little tradition der Bereich lok sangit, „Volksmusik“, einschließlich kirtan zugeordnet wird. Auch wenn eine kirtan-Melodie nicht konsequent einem bestimmten Raga folgt, so sind doch einige musikalische Strukturen wie etwa ein zunehmendes Tempo und regelmäßige Wiederholungen melodischer Phrasen als Übernahmen der klassischen Musik erkennbar.
Der devotionale Gesang stammt zwar aus altindischer Zeit, aber erst der mit der Bhakti-Bewegung verbreitete Gesang von kirtan mit mehreren Teilnehmern hat die religiöse Verehrung durch die breite Bevölkerung erleichtert. Für das kirtan-Singen braucht es keine Initiation durch einen religiösen Meister (Guru), keine sonstigen Rituale und keine asketische Lebensweise.

### Kirtan und bhajan

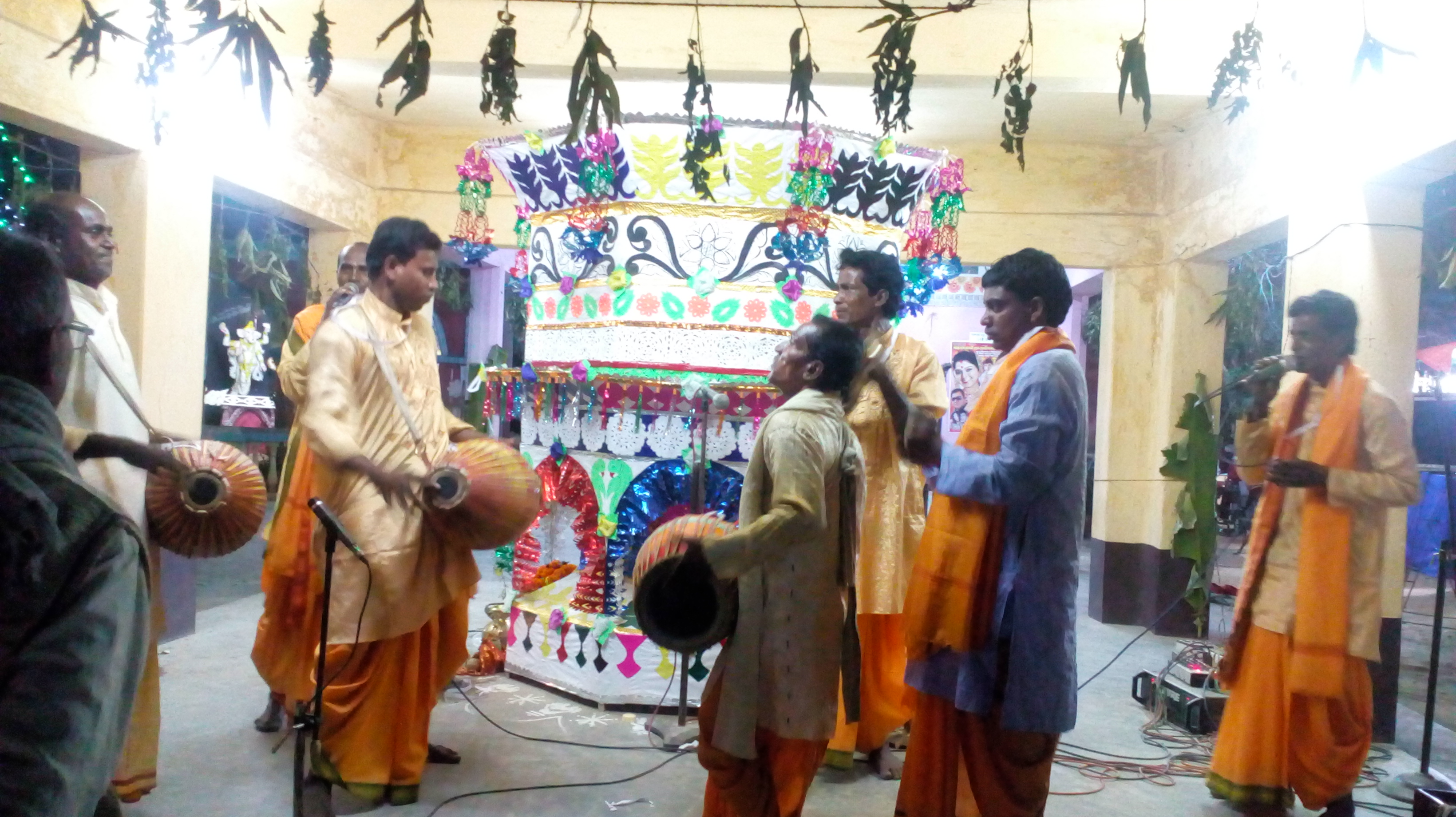
Nam kirtan in Westbengalen mit Doppelkonustrommeln khol

Begleitinstrumente für kirtan und bhajan sind Handzimbeln (jhanjh), Klappern (kartal), verschiedene Trommeln (tabla, pakhawaj, dholak im Norden und khol im Osten). In Nordindien übliche Melodieinstrumente wie sarangi und esraj werden zunehmend durch ein tragbares Harmonium ersetzt, das im 19. Jahrhundert von christlichen Missionaren eingeführt wurde und das auch anstelle der tanpura die Funktion eines Borduninstruments übernimmt. In Südindien sorgt die shrutibox für den Bordunton.
Kirtan und bhajan ähneln gleichermaßen in ihrer rituellen Funktion den Psalmen (von griechisch psalmos, „Saitenspiel“, „Preislied“) in der christlichen Liturgie und dem Dhikr der Sufis. In der indischen Tradition besteht zwar eine funktionelle Verbindung zu den auf Sanskrit vorgetragenen Hymnen (stotra und sutka) der vedischen Zeit an eine Gottheit, die devotionalen Musikformen kirtan und bhajan entstanden jedoch von der vedischen Tradition unabhängig zusammen mit der mittelalterlichen Bhakti-Bewegung.
Das Wort kirtan ist von der Sanskritwurzel kirt- abgeleitet, die „verherrlichen“, „preisen“ bedeutet. In der mittelalterlichen Sanskritliteratur kommt kirtan in der Bedeutung „Preislied an einen Gott“ vor. Neben Musik bilden Tanz und abhinaya (die körperlichen Ausdrucksmittel einer dramatischen Inszenierung) die künstlerischen Darstellungsformen des Tempelkults. Diese basieren auf den Prinzipien anukaran (Nachahmung) und anukirtan (verherrlichende Erzählweise). Ein Vorsänger beim kirtan ist ein kirtankar und jemand, der religiöse Texte aus der hinduistischen Überlieferung vorträgt (katha), ist ein kathakar („Hersteller von katha“). In den über ganz Indien verbreiteten kirtan-Traditionen übernehmen fast nirgends Frauen die Rolle eines Vorsängers, aber sie gehören zu den Mitgliedern in manchen Ensembles und agieren regional, etwa beim naradiya kirtan von Maharashtra auch als kirtankar.
Bhajan geht wie bhakti auf die Sanskritwurzel bhaj- („teilen“, „teilhaben an [einem Ritual]“) zurück. Von bhaj- ist auch das Wort Bhagavan abgeleitet, das „Erhabener“, „Herr“, der bhaga („Glück“, „Überfluss“) besitzt, bedeutet. Damit sind kirtan und bhajan mit der Verehrung und dem Lobpreis Gottes (Bhagavan) in der Bhakti-Bewegung verbunden. Auch wenn beide Begriffe häufig unterschiedslos verwendet werden, ist mit kirtan üblicherweise ein Gesangsstil mehrerer Sänger zum Lobpreis Gottes und mit bhajan ein Lied mit einer eher persönlichen, solistisch vorgetragenen Ansprache an das Göttliche gemeint. Nam kirtan und nam bhajan bezeichnen gleichermaßen das Singen von Gottesnamen; falls dieses Ritual als persönliche devotionale Handlung mit Hilfe einer Gebetskette erfolgt, wird es japamala genannt. Japamala kann nach der altindischen Form des mantra als Sprechgesang mit einer oder zwei Tonhöhen oder als kaum hörbares Gemurmel ausgeführt werden.
Mit kirtan und bhajan sind in den meisten Fällen pada kirtan, Lieder mit erzählenden Inhalten (pada, „Wörter“, „Liedtext“) gemeint; der Ausdruck pada bhajan ist seltener. Pada kirtan-Liedtexte sind stark von einem der bedeutendsten Sanskrit-Gedichte der devotionalen Literatur, dem Gitagovinda des bengalischen Autors Jayadeva aus dem 12. Jahrhundert beeinflusst. Im Gitagovinda wird eine Versform bestehend aus einem Refrain (dhruva) und acht Strophen (pada oder carana) eingeführt, die seitdem als feste Struktur kirtan und bhajan zugrunde liegt. In der devotionalen Volksdichtung werden mit dieser oder einer abgewandelten Versform neben Vishnu samt dessen Inkarnationen Radha und Krishna auch eine Vielzahl anderer Götter angesprochen.

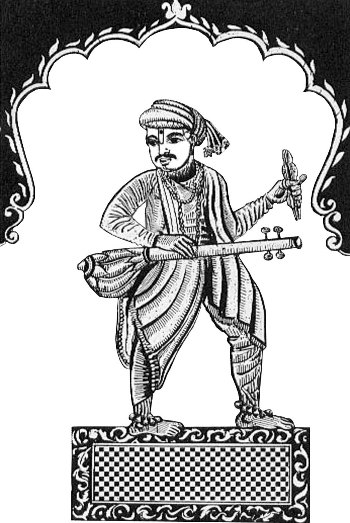
Älteste erhaltene Darstellung Tukarams, der eine tanpura hält. Umschlag eines Manuskripts seiner devotionalen Gedichte (abhang) für die vishnuitische Warkari-Sekte von Maharashtra.

In Südindien verfassten kirtan vor allem die Anhänger der von Naraharitirtha Anfang des 14. Jahrhunderts begründeten Haridasa-Bewegung. Zu ihnen gehörte Sripadaraja, der im 15. Jahrhundert an Hari gerichtete kirtan auf Kannada schrieb. Weitere südindische kirtan-Dichter waren im 15. Jahrhundert Annamacharya, der auf Telugu den Gott Venkateswara (eine Form von Vishnu) verehrte, und Tyagaraja (1767–1847), ein bedeutender Komponist klassischer südindischer Musik, der seine kirtan an Rama richtete. In Nordindien schrieben im 16. Jahrhundert in der Volkssprache Braj-Bhakha die Dichter Surdas, Swami Haridas, Nandadas und Paramanandadas an Krishna gerichtete kirtan. Krishna verehrten ebenfalls Namdev (Ende 13. bis Mitte 14. Jahrhundert) und Tukaram (17. Jahrhundert) in auf Marathi verfassten Gedichten. Tulsidas (um 1532–1623) verehrte im 16. Jahrhundert Rama in der nordindischen Volkssprache Awadhi. Der bengalische Dichter Govindadasa schrieb kirtan für Krishna in der mit Bengali verwandten Literatursprache Brajabuli und Chandidas verehrte im 15. Jahrhundert Radha und Krisha in Gedichten auf Bengali. În Nordindien wurden pada kirtan und bhajan im Stil der streng festgelegten klassischen Musikgattungen dhrupad und dhamar (eine rhythmisch stärker betonte Form des dhrupad in einem tala mit 14 Zählzeiten), ferner unter anderem im Rhythmus cautal (12 Zählzeiten) aufgeführt.
Haveli sangit ist eine Gesangstradition der vom Religionsgelehrten Vallabha Anfang des 16. Jahrhunderts begründeten Vallabha-Bewegung (Vallabha Sampradaya). Der Name haveli für die Häuser wohlhabender Händler vor allem in Rajasthan und Gujarat verweist auf die entsprechende Patronage dieser Musik zur Verehrung von Krishna. Haveli kann ein palastartiges Wohnhaus oder einen Krishnatempel bezeichnen. Die Vallabhas, zu denen auch der blinde Sänger und Musiker Surdas gehörte, nannten ihre im dhrupad-Stil vorgetragenen Lieder kirtan. Die Surdas zugeschriebenen kirtan sind in der Sammlung Sursagar versammelt (Sursagar, „Meer von sur“, mit der Sanskritwurzel sur, „herrschen“, „leuchten“, abgeleitet Surya, „Sonne“), die traditionell in zwölf Abschnitte gegliedert ist, um formal dem Bhagavatapurana als dem bedeutendsten Sanskrittext für die Krishna-Verehrung zu entsprechen. Surdas gehört zu einer Gruppe von acht Dichtern der Vallabha-Sekte, die astachap („acht Siegel“) genannt werden. Diese acht Dichter (namentlich Surdas, Paramananddas, Nanddas, Krishnadas, Govindsvamīi Kumbhandas, Chīiasvamī und Caturbhujdas) verfassten tausende von pada kirtan, weshalb sie als Wegbereiter der klassischen dhrupad- und dhamar-Lieder in die indische Musikgeschichte eingegangen sind.
Kirtankar („jemand, der kirtan aufführt“) werden anerkannte und gebildete Vorsänger genannt, die fast immer Brahmanen sind. Allgemein verfügt ein kirtankar über eine gründlichere musikalische Ausbildung als ein bhajan-Spieler (bhajanik). Zum Repertoire eines kirtankar gehören vielfach neben devotionalen Liedern auch klassische dhrupad-Kompositionen und manche Unterhaltungsgenres wie Hochzeitslieder (Gujarati lagna gita), Wiegenlieder (haladu) und jahreszeitliche Lieder (ritugit, ritu gita). Der Status als kirtankar wird vererbt und demjenigen verliehen, der entsprechende Verpflichtungen einem Patron oder einem Tempel gegenüber erfüllt. Der bhajanik erwirbt dagegen seinen Status durch Leistung und kann ihn unter Umständen nutzen, um seine Kastenzugehörigkeit zu verbergen.

### Katha

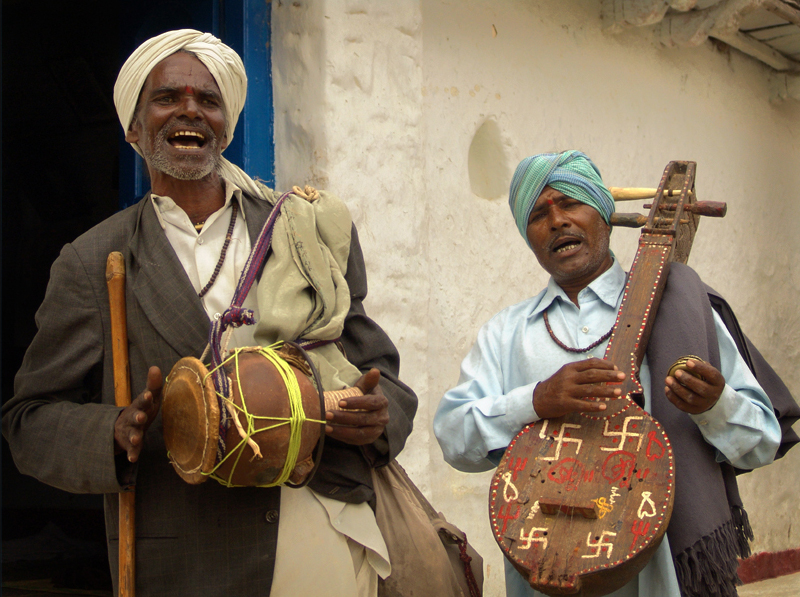
Straßenmusiker und Erzähler von Geschichten (burra katha) in Andhra Pradesh mit einer Tontopftrommel gummati und einer Langhalslaute tamburi, einer Variante der tandura

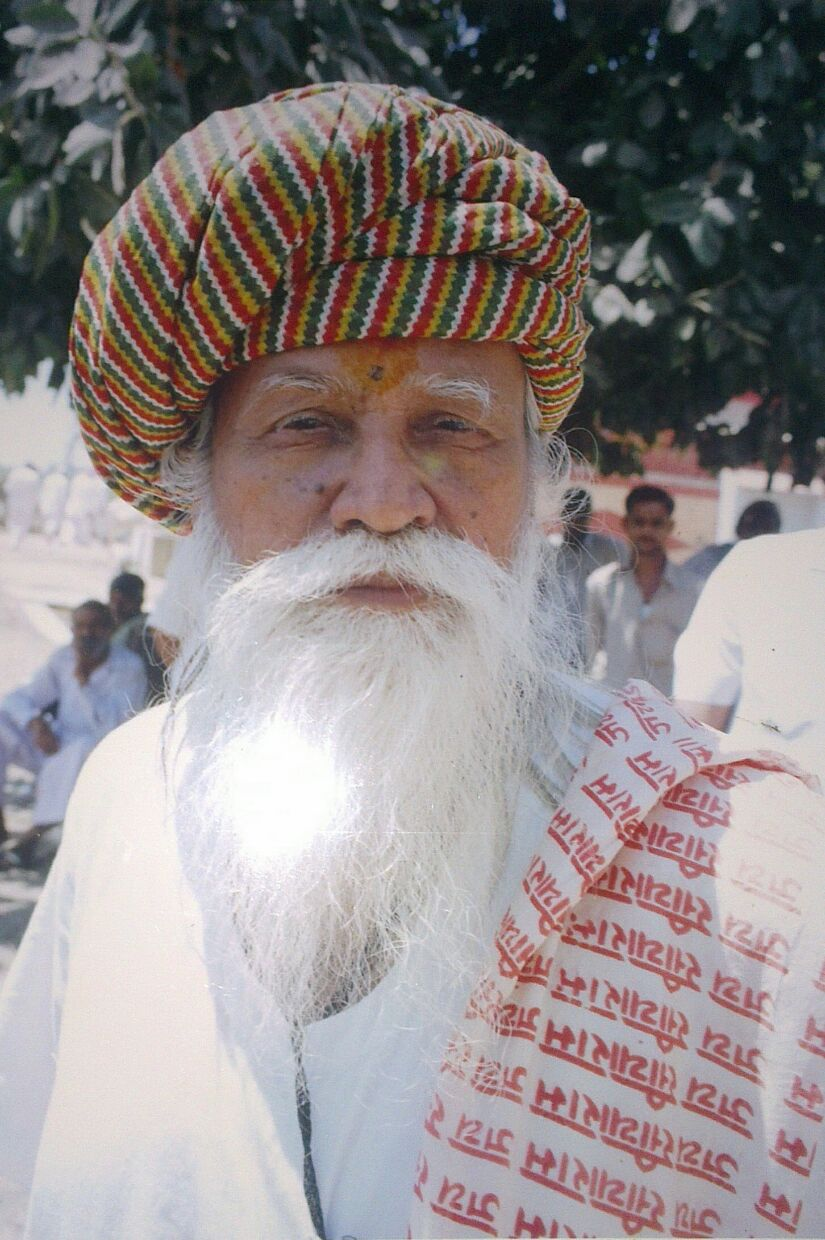
Amardasbapu Kharawala, ein religiöser Geschichtenerzähler (kathakar) in Amreli, Gujarat

Katha (Sanskrit „Erzählung“, „Sage“, „Geschichte“) ist eine in altindischen Sanskrittexten erwähnte Gattung von Prosaerzählungen und bezeichnet eine Form der erzählenden kavya-Literatur, die in katha (Prosa) und akhyayika (Verse) eingeteilt wird. Katha steht für eine fiktive Erzählung, die im Unterschied zu akhyayika nicht notwendig in Sanskrit abgefasst ist und eine Geschichte enthält, die nicht vom Helden selbst, sondern von einer anderen Person erzählt wird. Im Sanskritwörterbuch Amarakosha aus dem 4. Jahrhundert v. Chr. wird die vollständig erfundene Gattung katha von akhyayika mit einer gewissen historischen Grundlage unterschieden. Zur Gattung katha gehören die auf Sanskrit überlieferte Sammlung von Fabeln Panchatantra und das von Gunadhya im 6. Jahrhundert auf Prakrit verfasste Epos Brihatkatha („große Erzählung“). Aus dem Sanskrit ist das Hindi-Wort katha für fiktionale Prosa übernommen.
Darüber hinaus steht katha seit dem Mittelalter für eine Erzähltradition von Texten der altindischen religiösen Literatur. Das katha-Genre wurde an Herrscherhäusern, bei Dorfversammlungen, in Tempeln und bei Zusammenkünften von Sufis rezitiert. Im 15. und 16. Jahrhundert wurden die katha-Texte überwiegend in Versform verfasst und laut rezitiert. Sie wurden vielfach als kunstvolle Handschriften kopiert und in mehrere nordindische Sprachen übersetzt. Die Erzählungen in dieser Zeit – wie das Ramcharitmanas, das Tulsidas Ende des 16. Jahrhunderts verfasste – basieren auf den altindischen Epen und Puranas oder nehmen zumindest darauf Bezug, auch wenn sie gänzlich andere Inhalte haben.
Katha kirtan, der erzählende Gesang, ist der Vortrag eines einzelnen Akteurs (kathakar), der als Alleinunterhalter mit Liedern, gesprochenen Erklärungen und schauspielerischen Aktivitäten vor einem Publikum auftritt. Seit mindestens dem 18. Jahrhundert ist dies eine für Männer und Frauen aller Kasten in Städten und auf dem Land beliebte Unterhaltungsform. Regional kommt katha kirtan in Varianten mit unterschiedlichen Namen vor: Hari katha (Hari als Beiname für Vishnu) in Karnataka und Maharashtra, Shiv katha (an Shiva gerichtet), kathakalakshepam in Tamil Nadu, kathaprasangam in Kerala und burra katha in Andhra Pradesh. Weitere Bezeichnungen in anderen Regionen sind Bhagavad katha, pravachan (pravacana) und pandvani. Andere darstellende Kunstgattungen mit erzählenden und satirischen Elementen sind unter anderem die Volkstanztheater tamasha in Maharashtra, thullal in Kerala, swang im nordwestlichen Indien, bhavai in Gujarat und jatra in Westbengalen.
Nach allgemeiner Ansicht ist der nam kirtan, bei dem Gottesnamen ausgerufen werden, der Vorläufer des erzählenden katha kirtan. Die Geschichtenerzähler kathakar des Mittelalters verbanden die altindischen religiösen Erzählungen mit Liedern und Nebenhandlungen zu einer eigenen Aufführungspraxis. Die Alleinunterhalter am Hof von Thanjavur in Tamil Nadu, die aus Maharashtra geholt worden waren, sangen in ihrer Sprache Marathi, die mit Sanskrit-Zitaten aus der altindischen Literatur angereichert war. Später wurden katha kirtan in zahlreichen indoarischen und dravidischen Sprachen aufgeführt. Der kathakar sollte in der altindischen Literatur bewandert sein, eine musikalische Ausbildung und eine angenehme Stimme haben. Zu den Ansprüchen der klassischen Ästhetik (rasa), die an seine Darbietung gestellt werden, gehört die Fähigkeit, Gefühlsstimmungen wie raudra (Ärger), bhibhatsa (Ekel), hasya (Humor), karuna (Mitgefühl), bhayanaka (Ängstigung) und sringara (Liebe) hervorrufen zu können.

## Bengalen

### Padavali kirtan

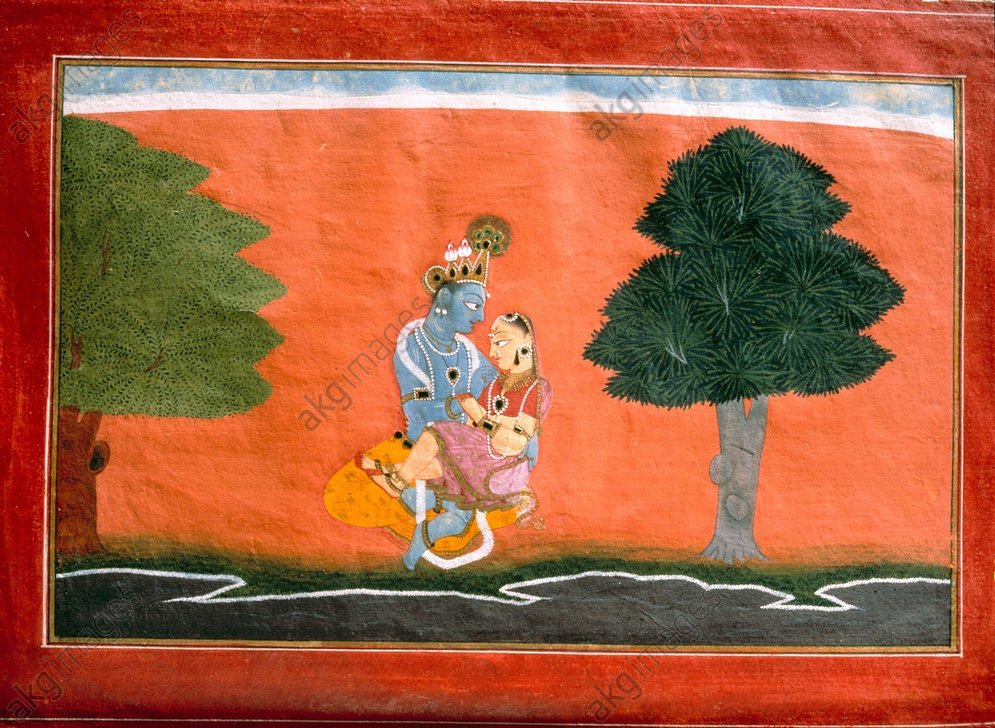
Szene aus dem Gitagovinda: Krishna und Radha im Wald. Miniatur des Malers Manaku (wirkte um 1725–1760 in Guler, Himachal Pradesh). Pahari-Stil.

Die älteste überlieferte Liedgattung in der nordostindischen Region Bengalen ist charya giti, deren Blütezeit im 9. bis 12. Jahrhundert lag. Die religiösen Gedichte sind im Charyapada versammelt und in der mittelindischen Sprache Abahattha verfasst, noch bevor die bengalische Sprache entwickelt war. Die Dichter und Sänger von charya giti kamen aus einer Gruppe buddhistischer mystischer Heiliger. Musikalisch orientierten sich die Lieder am damals populären klassischen Stil charya, den Mitte des 12. Jahrhunderts der vishnuitische Dichter Jayadeva für eine neue Liedgattung übernahm. Mit dieser beflügelte er in Bengalen die Verehrung von Radha-Krishna und begründete die vishnuitische devotionale Musiktradition Bengalens. Jayadeva, der Hofdichter des um 1178 gekrönten bengalischen Königs Lakshmana Sena, betitelte seine auf Sanskrit verfasste Liedersammlung Gitagovinda („Lieder an Govinda“, ein Beiname Krishnas). Die musikalische Form ist ein Vorläufer des späteren dhrupad. Der Gitagovinda-padagana (Sanskrit padagana, „Rezitation der Veden“) gilt als der Ursprung des bengalischen padavali kirtan. Padavali kirtan wurde auch mit dem Genre rupak prabandha verglichen, das in der von Sarngadeva im 13. Jahrhundert verfassten Musiktheorie Sangita Ratnakara behandelt wird. Prabhandas sind in Bengalen seit der Zeit des Musikgelehrten Matanga (vermutlich 8. Jahrhundert) bekannt.
In der zweiten Hälfte des 15. Jahrhunderts ergänzte das in bengalischer Sprache geschriebene Liederbuch Sri Krishna Kirtan des Dichters Chandidas das devotionale Liedgut der bengalischen Vishnuiten. Über den klassischen Musikstil der buddhistischen charya giti des Gitagovinda hinaus übernahm Chandidas Elemente aus der religiösen Musik der Baul, den panchali-Erzählungen und der bengalischen Volksmusik. Daraus entstand die bengalische devotionale Gattung des padavali kirtan, die alsbald von hunderten mahajana („Heilige“) genannten Dichtern und Sängern in Bengalen verbreitet wurde. Aus ihren als mahajana padavali („Lieder von Heiligen“) bekannten Gedichten und Liedern entwickelte sich in der zweiten Hälfte des 17. Jahrhunderts in Bengalen eine bedeutende vishnuitische Musiktradition.
Nityananda Thakur war der Chaitanya am nächsten stehende Weggefährte im 16. Jahrhundert. Der Distrikt Birbhum, in dem er geboren wurde, ist für kirtan und die Musik der Baul bekannt. Anders als der asketisch lebende Chaitanya hielt sich Nityananda bei Mitgliedern der unteren Kasten (Shudras) und bei Unberührbaren auf. Auch wenn Chaitanya in Bengalen als Vater des kirtan gilt, war es vor allem Nityanandas Verdienst, dessen Verse und durch seine Missionstätigkeit die Lehre der Gaudiya Vaishnavas verbreitet zu haben.
Der padavali kirtan (auch pada, „Verse-“, kirtan) gilt in Bengalen als das kultivierteste Genre der religiösen Musik. Zu seiner heutigen Form trug wesentlich Narottama Das (1531–1587), ein Schüler des Mystikers Chaitanya bei, der in den 1570er Jahren ein großes kirtan-Festival (mela) in Kheturi (ein Dorf im heutigen Distrikt Rajshahi in Bangladesch) organisierte. Zur Einweihung der Götterfiguren (murti) im dortigen Radha-Krishna-Tempel führte Narottama Das seinen kirtan-Stil vor, der seitdem unter dem Namen padavali kirtan oder gelegentlich – benannt nach der Region um Kheturi – als garanhati kirtan bekannt ist. Narottama gelang es, verschiedene Gruppen innerhalb der bengalischen Vaishnavas mit seinem kirtan-Stil, der wie der dhrupad eine langsame und sehr ornamentale musikalische Form darstellt, zu vereinen. Die von Narottama eingeführte Musiktradition erhielt später den Namen Garanhati gharana. Das Kheturi Festival findet bis heute jedes Jahr statt.
Zu Narottamas Garanhati gharana kamen später kirtan-Stile hinzu, die durch Einflüsse aus weiteren klassischen Gesangsstilen wie khyal, thumri und tappa beeinflusst wurden. Die Verse des padavali kirtan behandeln die mythischen Erzählungen von Radha-Krishna, wie sie auch dem Tanztheater Ras lila zugrunde liegen, und sind in Bengali oder in Brajabuli verfasst. Letzteres ist eine von Vidyapati (1352–1448) für seine Dichtung eingeführte Kunstsprache, die Bengali und Maithili kombiniert. Der Erzählstrang wird von einigen improvisierten Einschüben (akhtar) in der Alltagssprache unterbrochen, um den Zuhörern Erklärungen zum besseren Verständnis zu vermitteln. Die Musik wird weitgehend mündlich überliefert, außerdem gibt es ein eigenes Notationssystem (ba).
Der Textvortrag folgt fünf anga genannten Aspekten: katha, doha (Strophe), tuka (ausschmückender Teil), chhuta (Teil einer Strophe) und ankhara. Während kirtan für die gesamte musikalische Form steht, ist katha der erzählende Liedtext, der sich auf Unterhaltungen bezieht, besonders auf den Austausch von Frage und Antwort zwischen Radha und Krishna. Ankhara ist eine frei ergänzte musikalische Ausschmückung des Sängers, vergleichbar mit den Verzierungen der Melodie (tan, taan, tana) des klassischen nordindischen Gesangs. Jedem padavali kirtan wird ein bestimmter – allgemein verbreiteter oder älterer – Raga zugeordnet. Charakteristisch sind lange Tala (rhythmische Zyklen mit vielen Zählzeiten), die, um die meditative Atmosphäre zu steigern, in langsamem Tempo (vilambit laya) vorgetragen werden. Zum Musikensemble des padavali kirtan gehören ein oder mehrere Sänger, die von einer zweifelligen Tontrommel (khol), Handzimbeln (kartal), gelegentlich einer Violine und einer Bambusflöte begleitet werden. Es gibt einige bekannte männliche und weibliche Sänger, die padavali kirtan vortragen.
Auf gesellschaftlicher Ebene werden dem padavali kirtan zwei spezifische Eigenschaften zugesprochen: die Zugehörigkeit zu einer egalitären Gesellschaftsstruktur und eine Aufgabe bei der Erziehung zu einer klassischen Sanskrit-Ästhetik. Der antikoloniale Journalist Sisir Kumar Gosh (1840–1911), ein Vishnu-Anhänger in Kolkata, schrieb wohl als Erster über das gesellschaftliche Klassen überwindende und antiautoritäre Wesen des padavali kirtan und betonte das religiöse Element in der antikolonialen bengalischen Nationalbewegung. Die Bedeutung des padavali-kirtan für die damalige Oberschicht (bhadralok) spricht für dessen erzieherische Aufgabe. Zum Liedrepertoire gehören vor allem Kompositionen von Vishnu-Anhängern aus dem 16. Jahrhundert, die auf den ästhetischen Theorien der Sanskritliteratur basieren.

### Marai kirtan

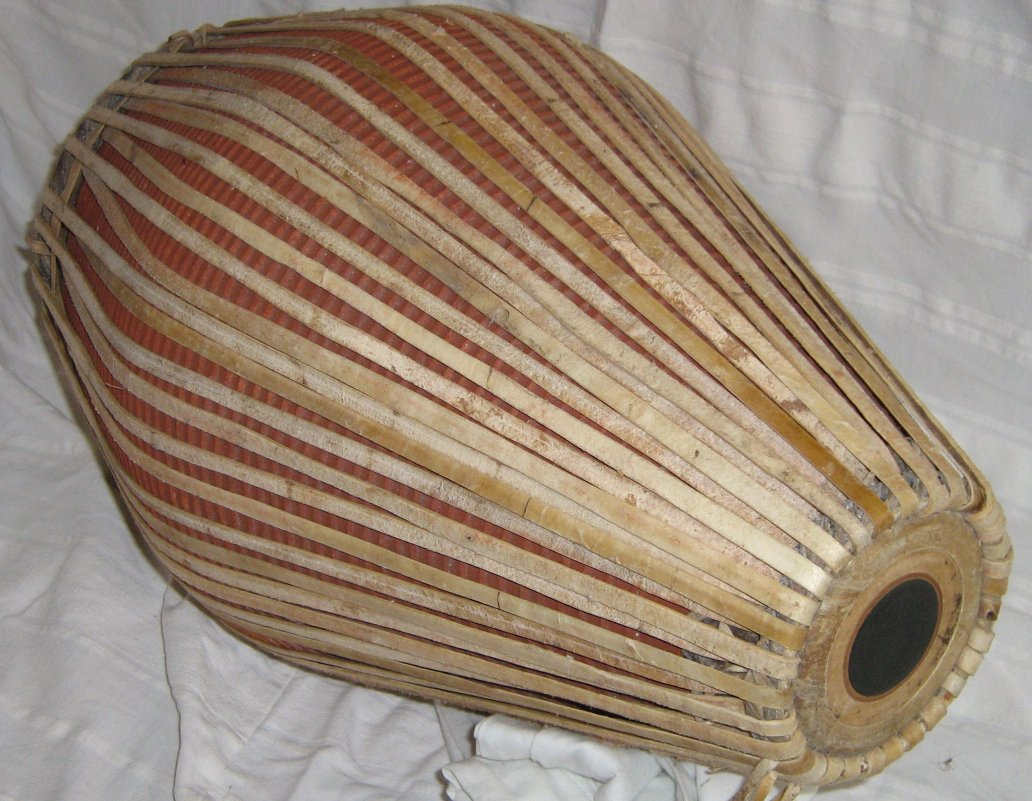
Ostindische Doppelkonustrommel khol

Neben dem kirtan in Versen, padavali kirtan, sind in Bengalen die Form des Geschichtenerzählens, katha kirtan, und der marai kirtan verbreitet. Letzterer wird in ländlichen Gebieten im Westen des indischen Bundesstaates Westbengalen, besonders im Purulia-Distrikt, in den Dorftempeln gepflegt. Marai bedeutet „kreisförmig“ und in der ursprünglichen Bedeutung „mahlen“ und „(aus)pressen“. Der regionale Ausdruck marai kirtan entspricht dem allgemeinen nam(a) kirtan, bei dem lediglich ein Name Gottes angerufen wird. Im Distrikt Purulia wiederholen die Gläubigen ausschließlich die Wörter Hari Bolo (mit Hari ist Krishna gemeint und bolo, bol, bedeutet „den Namen singen“). Die Aufführungen dienen neben der religiösen Verehrung auch anderen Zwecken, etwa um von den Göttern Regen oder Glück für die Gemeinschaft zu erbitten. Marai kirtan gilt als volksmusikalische Parallelentwicklung zur klassischen Musik des pada kirtan, wobei die wesentlichen Kompositionen nicht aus der nordindischen klassischen Musik mit ihren festgelegten Ragas stammen, sondern auf regionalen desi raga („dörflichen Ragas“) basieren. Bei padavali kirtan und katha kirtan stehen Musik und Gesang im Vordergrund, während Tänze von geringer Bedeutung sind. Dagegen bildet der bis zur Ekstase führende Tanz einen wesentlichen Bestandteil einer marai kirtan-Aufführung, die ununterbrochen mehrere Stunden dauern kann. Somit sind in beiden Bedeutungen des Namens marai („sich endlos im Kreis drehen“ und „auspressen“ als „Verschmelzen mit dem Göttlichen“) die wesentlichen Aspekte der Aufführung enthalten. Neben kirtan-Aufführungen ist Purulia für einen Regionalstil des Tanztheaters chhau und als Treffpunkt von Baul-Sängern bekannt. Die Musik der mystischen Gruppe der Bauls hat einen wesentlichen Anteil am emotionalen Charakter des marai kirtan. Eine vergleichbare Intensität erreicht der devotionale Musikstil dapha im Kathmandutal, bei dem sich zwei Gruppen von Sängern auf Fasstrommeln (lalakhin) und Zimbeln (tah) begleiten.
Die instrumentale Begleitung der Gesangsstimmen (mul gayak) und Tänze besteht beim marai kirtan traditionell von Ostindien bis Bangladesch aus der Doppelkonustrommel khol und dem Zimbelpaar kartal. Darüber hinaus werden heute häufig entweder eine in der britischen Kolonialzeit eingeführte Klarinette, ein Keyboard oder ein Harmonium eingesetzt, die parallel der gesungenen Melodielinie folgen. Traditionelle Instrumente der Bauls sind die Zupftrommel ektara, die zur rhythmischen Unterstützung der khol dienen kann und die zweisaitige gezupfte Langhalslaute dotara.
Das Hauptinstrument ist nach wie vor die seit Chaitanya im 16. Jahrhundert beim marai kirtan eingesetzte Tontrommel khol, deren Bestandteilen und Verwendung eine religiöse Symbolik zugrunde liegt. So wird die schwarze Stimmpaste (gab) auf den Trommelfellen mit den Augen der Radha assoziiert. Radha vergießt Tränen, weil sie von ihrem geliebten Krishna getrennt ist. Das tiefe Fell repräsentiert Radha, das hohe Fell Krishna. Die Symbolik reicht bis zu den Hautsstreifen, mit denen beide Felle verschnürt sind und die als Gopis (Kuhhirtinnen) vorgestellt werden. Die khol dürfen nur Mitglieder der zu den Dalit gehörenden niedrigsten Berufskaste der Schuhmacher (Muchi, Mochi) anfertigen, weil die Trommel bei der Herstellung mit den Füßen festgehalten werden muss und sie niemand sonst mit den (unreinen) Füßen berühren darf. Als Zeichen des Respekts wird die khol mit Ehrentitel als shri khol benannt.
Die Instrumentalisten können beim kirtan jeder Kaste angehören, viele stammen aus einer der in dieser Region in Westbengalen lebenden und als Scheduled Castes klassifizierten Berufsmusikerkasten mit niedrigstem Sozialstatus. Die bekannteste Berufsmusikerkaste, die Doms, treten mit ihren großen Kesseltrommeln dhamsa, Fasstrommeln dhol und Rohrblattinstrumenten shehnai bei allen gesellschaftlichen und religiösen Zeremonien einschließlich dem Tanztheater cchau und beim marai kirtan auf.
Die religiöse Bedeutung des marai kirtan wird mit Begriffen aus dem Tantra beschrieben. Dazu gehören shravana (Hören der Lehre oder Hören und Rufen des Namens der Gottheit), manana (intellektuelle Reflexion, Erinnerung an Gott), Vortragen eines Mantras mit dem Gottesnamen (hier Hari nam) und sadhana (spirituelle Praxis, Weg zum Erfolg). Mit diesen beim marai kirtan praktizierten Übungen sollen die Teilnehmer das Stadium von samadhi (Bewusstseinszustand vom Versenken im Göttlichen) erreichen. Die Intensität von Gesang, Musik und Tanz erreichen einen ekstatischen Charakter, der sich auf die Zuschauer überträgt. Dies bedeutet jedoch keinen Kontrollverlust der Teilnehmer, die stets die strenge rhythmische Struktur der Musik und die Tanzchoreographie einhalten.

## Braj
Braj ist eine Region südlich von Neu-Delhi im Bundesstaat Uttar Pradesh, zu der die für Hindupilger wichtigen Städte Vrindavan und Mathura gehören. In Braj wurde nach der Legende Krishna geboren und hier verbrachte er seine Jugend, weshalb neben Bengalen mehrere vishnuitische Lehrtraditionen (sampradaya) zur Verehrung von Krishna in Braj ihr Zentrum haben. Für zahlreiche Bhakti-Gruppen ist Braj der Ausgangspunkt der nordindischen Religiosität. Die Ramanandi Sampradaya, eine vishnuitische Gruppe in Ayodhya, besingen Rama in verschiedenartigen bhajan. In der südöstlich am Ganges gelegenen Stadt Varanasi wird dagegen mit devotionalen Liedern Shiva verehrt.
Die mythischen Szenen vom jugendlichen Krishna, seiner Geliebten Radha und den Gopis spielen an idyllischen Seen in den Wäldern von Braj. Diese Gewässer sind Teiche mit natürlichen Ufern oder gemauerte Wasserbecken, die auf Hindi kund genannt werden. An ihren Ufern stehen Tempel, häufig liegen sie inmitten von Siedlungen, wo sie die ideale öffentliche Freifläche für Versammlungen, Festivals und Aufführungen von kirtan bilden.

### Pada kirtan
Pada kirtan wird üblicherweise von einer kleinen Gruppe aufgeführt, die auf dem Boden sitzend mit dem Vorsänger einen engen Kreis bildet. Der hauptsächlich vom Gitagovinda des Jayadeva aus dem 12. Jahrhundert geprägte pada kirtan besteht aus acht Strophen (pada oder carana) und einem Refrain (dhruva, wörtlich „festgelegt“, „unbeweglich“). Vorsänger und Chor singen abwechselnd eine Strophe und den Refrain, die beide in einen Endreim münden. Die Texte sind so strukturiert, dass der Refrain einen inhaltlich folgerichtigen Abschluss jeder Strophe bildet.

### Samaj gayan

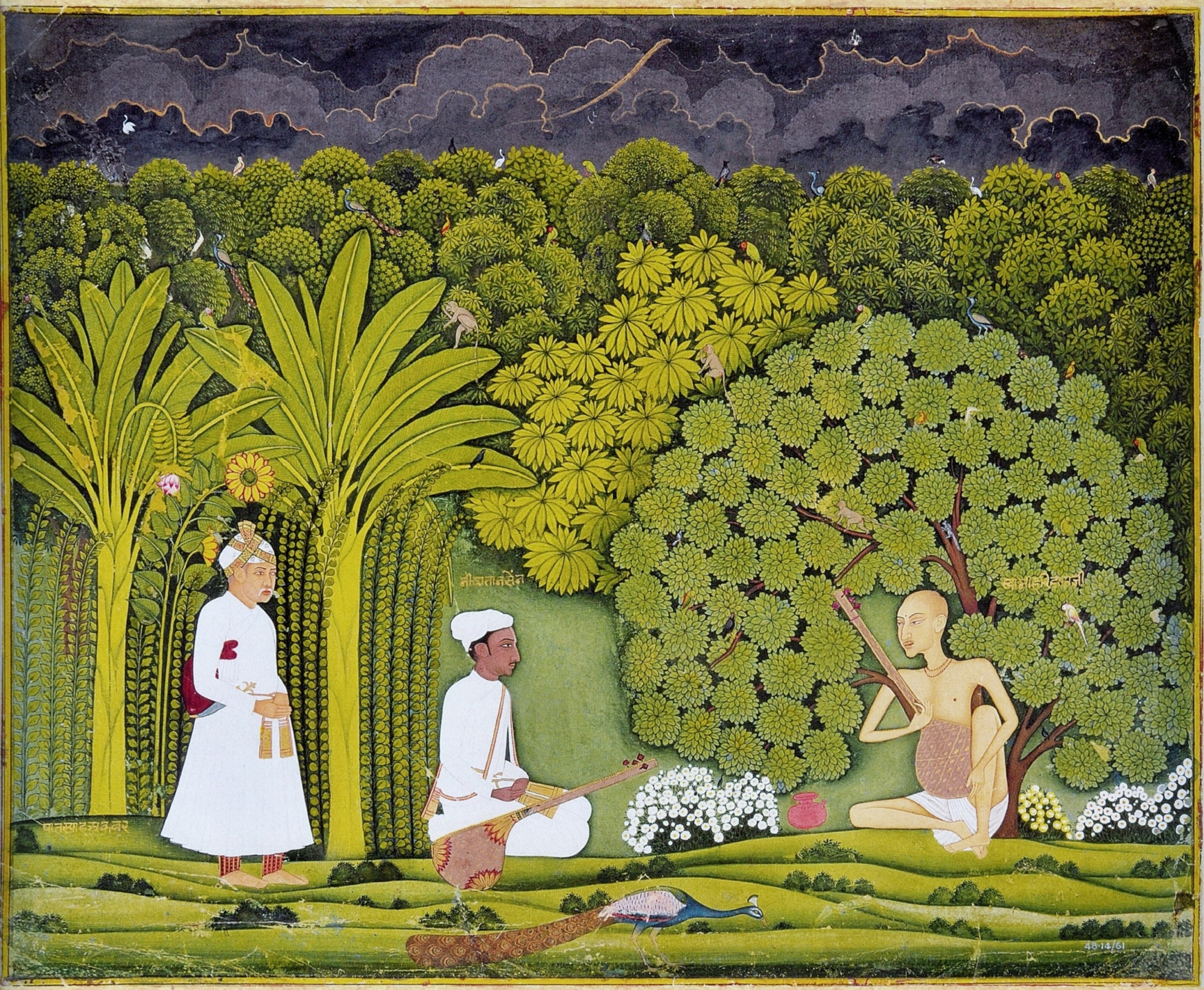
Mogulkaiser Akbar (links) und Tansen (Mitte) hören Swami Haridas in Vrindavan zu, der seinen Gesang auf einer tanpura begleitet. Mogulmalerei aus Rajasthan, um 1750.

Eine weniger bekannte Form des nordindischen pada kirtan, die in drei vishnuitischen Traditionen nur in der Region Braj vorkommt, ist samaj gayan. Zu den Vorsänger-Chor-Wechselgesängen des samaj gayan gehören eigene Melodien, die sich weniger streng an den klassischen Ragas und Talas orientieren. Die Stilbezeichnung kirtan wird von den Sängern selbst nicht verwendet, obwohl die charakteristischen Merkmale des pada kirtan zutreffen. Der anspruchsvolle und eine lange Übungszeit erfordende samaj gayan wird von der Nimbarka Sampradaya, der Haridasi Sampradaya und der Radhavallabha Sampradaya gepflegt, die alle um Vrindavan beheimatet sind und zum in Braj üblichen Radha-Krishna-Kult gehören. Bei den samaj gayan-Ensembles agieren Vorsänger (mukhiya) und Begleitsänger (jhela) gegenüber anderen kirtan-Gruppen musikalisch stärker als gleichberechtigte Partner zusammen. Ein Solo-Gesang ist nicht üblich, denn die Erzählungen von Radha und Krishna lassen sich nach Ansicht der Sänger nur im gemeinsamen Agieren anschaulich machen. So werden ein Vorsänger und mindestens zwei Sänger benötigt, die nach jedem einzelnen Vers des Vorsängers auf festgelegte Weise mit einem Refrain antworten. Der Vorsänger beginnt mit einem Vers, worauf die Chorsänger nach einem passenden Ausruf den Vers wörtlich wiederholen. Am Ende der Strophe wird der Refrain von allen Sängern in schnellerem Tempo vorgetragen, was insgesamt je nach Länge des Liedes über eine Stunde dauern kann. Die Begleitinstrumente sind die Doppelkonustrommel pakhawaj, an deren Stelle manchmal das Kesseltrommelpaar tabla tritt, Handzimbeln (kartal oder jhanjh) und Harmonium, gelegentlich ergänzt um die einen Bordunklang produzierende Zupflaute tanpura und die Streichlauten sarangi oder esraj.
Die Nimbarka Sampradaya führt ihre Tradition auf Nimbarkacharya im 12. Jahrhundert und weiter auf einen mythischen Ursprung zurück, wonach Krishna selbst im Himmel dem Weisen Narada den samaj gayan gelehrt habe. Zu dieser Tradition gehört Sri Bhatta im 16. Jahrhundert, der Dichter des Yugalasataka. Dies ist eine Sammlung von 100 erstmals auf Braj-Bhakha verfassten Versen, in denen die Vergnügungen des jugendlichen Paares Radha und Krishna beschrieben werden und das zum Vorbild für die Krishna-Lyrik in dieser Sprache wurde. Sri Bhattas Schüler war Sri Harivyas Devacharya (1550–1630), der die bedeutendste Liedersammlung der Nimbarka-Sekte, Mahavani, verfasste. Darin sind Lieder für 20 religiöse Festtage im Jahresverlauf enthalten. Dazu gehören Holi im Frühjahr, Diwali im Herbst und die Geburtstage ihrer Acharyas (religiöse Führer). Ansonsten werden samaj gayan nicht als tägliches Ritual aufgeführt.
Die Haridasi Sampradaya wurde von Swami Haridas (16. bis Anfang 17. Jahrhundert) gegründet, der nach der Tradition der Lehrer des höfischen Sängers Mian Tansen (um 1506–1589) war und somit am Beginn der klassischen hindustanischen Musik steht. Swami Haridas verfasste die Liedersammlung Kelimata, (dhrupad-Kompositionen mit 110 kurzen Versen) er war ein solistischer dhrupad-Sänger und Musiker, praktizierte aber keinen samaj gayan-Chorgesang. Diesen übernahmen seine Anhänger erst Anfang des 19. Jahrhunderts. Die Haridasi halten sich streng an eine festgelegte Zuordnung von pada kirtan für den jeweiligen Tag des hinduistischen Kalenders einschließlich der Geburtstage der Acharyas und sonstiger religiösen Festtage. An diesen Festtagen wird eine besondere Form von samaj gayan mit einem Wechselgesang zwischen den Gruppen Vorsänger (mukhiya) und Antwortchor (jhela) praktiziert.
Die Radhavallabha Sampradaya wurde von Sri Hit Harivansh (1502–1552) gegründet und praktiziert nach Angaben ihrer Anhänger seitdem samaj gayan. Das auf Braj-Bhakha verfasste Hauptwerk des Gründers, Hitacaurasi (auch Caurasi pada), besteht aus 84 Versen für unterschiedliche Ragas. Diese außerhalb der Region Braj kaum bekannte vishnuitische Gruppe verehrt Radha stärker als Krishna. Ihre Mitglieder nehmen für sich in Anspruch, samaj gayan länger als alle anderen Gruppen aufzuführen. Das von mehreren (als samaji bekannten) Autoren verfasste Werk Radhavallabhaji ka Varsotsava ist die umfangreichste pada kirtan-Liedersammlungen. Die Lieder sind Ragas im klassischen dhrupad-Stil oder langsame Stücke im dhamar-Stil.

### Haveli sangit

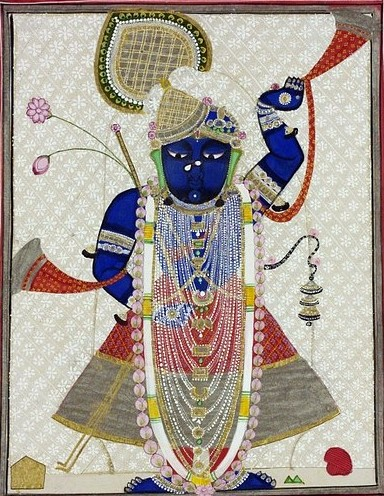
Der blauhäutige Krishna als siebenjähriger Knabe Srinathji. Miniatur aus dem Nathdwara-Tempel in Rajasthan, Ende 19. Jahrhundert.

Bekannter als samaj gayan ist die auf dhrupad- und dhamar-Kompositionen basierende Krishna-Lyrik haveli sangit, die Anfang des 16. Jahrhunderts in Braj entstand. Haveli sangit, in der Tradition der Vallabha Sampradaya und namentlich mit den Händlerhäusern in Rajasthan verbunden, wurde zur Zeit des Surdas im 16. Jahrhundert kirtan genannt. Surdas und die anderen der „acht Dichter“ (astachap) begründeten die Vallabha Sampradaya, bei der die Verehrung von Krishna in der Gestalt des Srinathji (auch Shri Nathaji, „der heilige Herr“) im Mittelpunkt steht. Zum Schutz vor Muslimen wurde das Götterbild 1672 nach Rajasthan gebracht. Heute wird das Bildnis des Srinathji im Pilgerzentrum und Haupttempel dieser Gruppe in Nathdwara in Rajasthan (nordöstlich von Udaipur) verehrt. Hierzu gehört eine tägliche Abfolge (nitya kirtan), die von morgens bis abends aus acht, jeweils drei Stunden dauernde Abschnitte (prahara) besteht, während denen kirtan in den zur Tageszeit passenden Ragas gesungen werden. Neben Braj und Nathdwara in Rajasthan wird haveli sangit auch in Gujarat und Maharashtra aufgeführt.
Ausschließlich traditionelle Ragas und Talas werden beim haveli sangit verwendet. Die sieben hauptsächlich eingesetzten Talas sind cautal (12 matra, Zählzeiten), dhamar (14 matra), ada cautal (14 matra), tintal oder adi tal (16 matra), jhaptal (10 matra), sultal (10 matra) und jhumra (14 matra). Zu den auch in der nordindischen klassischen Musik verwendeten Ragas gehören sarang, kedar und malkauns.

## Gujarat

### Haveli sangit
Für die Vallabha-Vishnuiten ist haveli sangit die hauptsächliche Form des kirtan. Der Gesang dient zur Verehrung von Krishna in seinem haveli (Heimstätte Krishnas in einem herrschaftlichen Haus oder Tempel). Dort opfert ein Brahmanenpriester (pujari, von puja) Nahrung und Kleidung direkt vor dem Standbild von Krishna, das sich in einem abgeteilten Bereich des Tempels befindet. Ist eine kirtan-Gruppe zugegen, so leitet der kirtankar das Verehrungsritual. Hierbei nimmt der Priester den Sichtschutz beiseite und das Krishnabild zeigt sich den Gläubigen. Der Vorsänger und seine Begleiter leiten die Gläubigen, die beim kirtan-Gesang mitwirken. Die Musiker spielen die zweifellige Trommel pakhawaj oder bei einigen neueren Stücken das Kesseltrommelpaar tabla. Hinzu kommen als Borduninstrument eine tanpura oder eine shrutibox (auch surpeti), ferner Harmonium, jhanjh (flache Handzimbeln), manjira (becherförmiges Zimbelpaar), sarangi (gestrichene Laute) und bansuri (Bambusflöte).
Die Gläubigen platzieren sich entweder nach Geschlechtern getrennt gegenüber, wobei die Männer rechts der Krishnafigur und die Frauen links sitzen oder, falls alle einen Kreis bilden, dann sitzen die Männer in den vorderen Reihen und die Frauen hinter ihnen. Die Gläubigen übernehmen beim Wechselgesang den Refrain nach jedem Vers des Vorsängers. Die Verse stammen häufig aus dem Gitagovinda.

### Akhyan
Eine andere devotionale Liedgattung in Gujarat ist akhyan, eine Legende oder poetische Erzählung aus den Puranas. Akhyan gehört zur klassischen Gujarati-Literatur, die von der Mitte des 15. bis zur Mitte des 19. Jahrhunderts ausschließlich für den musikalischen Vortrag verfasst wurde. Die in einem akhyan enthaltene Erzählung (pada) ist in Abschnitte (kadava) unterteilt, jeder in einem anderen Tala und mit einem verbindenden Refrain (valana) dazwischen.
Die bekannteste Form des akhyan heißt man bhatt (oder gagaria bhat). Gujarati gagar, gager, gagri bedeutet „Wassertopf“ und man steht für ein großes kugelrundes Metallgefäß, beides bezieht sich auf deren Verwendung als rhythmisches Begleitinstrument des Geschichtenerzählers (vgl. ghumat aus Ton, mizhavu aus Kupfer). Bhatt ist ein geläufiger Eigenname von Brahmanen in Gujarat, der „gebildete Person“ bedeutet. Beim man bhatt akhyan tritt nach einer jahrhundertealten Tradition ein einzelner männlicher Geschichtenerzähler (man bhatt) auf, der sich auf einem Metalltopf begleitet. Er erzählt Geschichten aus den großen indischen Epen Mahabharata und Ramayana, aus den Puranas und vom Alltagsleben. Die Auftraggeber für Auftritte in einem Tempel oder im Innenhof eines Privathauses sind Patrone aus der Mittelklasse, ansonsten findet er sein Publikum auf öffentlichen Plätzen. Der Erzähler klatscht nebenbei mit Fingerringen an einer Hand flach auf die Oberseite eines Topfes, dessen Durchmesser rund 60 Zentimeter beträgt und produziert so kurze metallisch klingende Schläge. Begleitmusiker verwenden außerdem die beim haveli sangit üblichen Ionstrumente. Zwischen den Versen hält der Erzähler inne und fügt Erklärungen hinzu, indem er Parallelen zwischen den altindischen Geschichten und dem heutigen Alltag aufzeigt. Mit eingeschobenen Liedern aus allen Bereichen lockert er gelegentlich den Erzählstrang auf.

## Maharashtra

### Naradiya kirtan

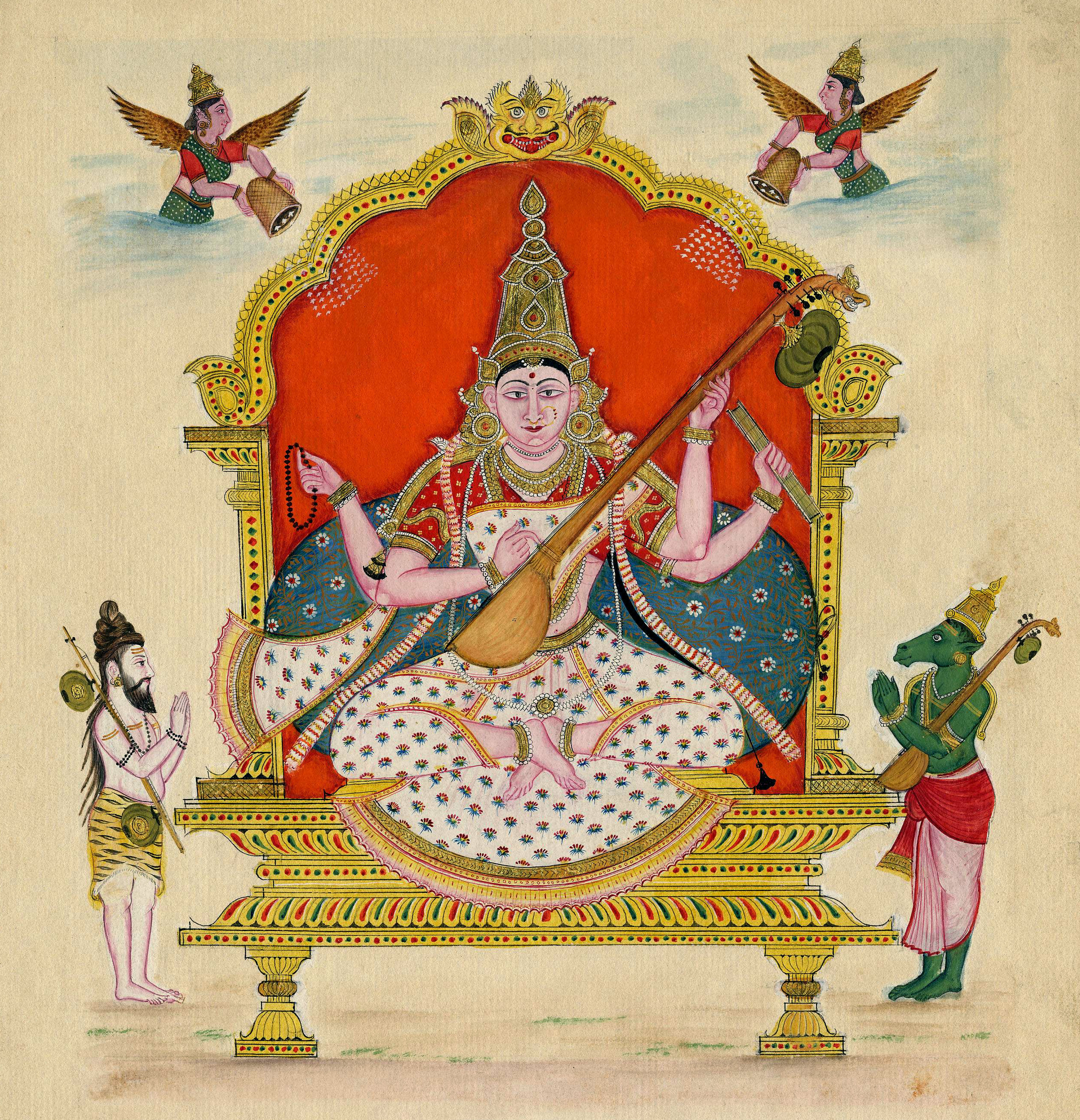
Göttin Sarasvati auf einem Thron, eine Langhalslaute vina in den Händen. Zu ihrer Rechten der himmlische Musiker Narada mit einer Stabzither Rudra vina über der Schulter, gegenüber der pferdeköpfige Tumburu, einer der Gandharvas, mit einer tanpura. Miniaturmalerei um 1820.

In Maharashtra geht der kirtan auf den Marathen-Heiligen Dnyaneshwar im 13. Jahrhundert zurück, der auf Marathi einen üblicherweise Dnyaneshwari betitelten Kommentar zur Bhagavad Gita verfasste. Seitdem existiert in Maharashtra eine kirtan-Tradition, die aus gesungenen Versen in Verbindung mit rezitierten Erzählungen besteht und philosophische Thesen vermittelt, die in altindische Epen und Lebensgeschichten von Heiligen verpackt sind. Der naradiya kirtan wird der Legende nach bis auf den mythischen Weisen Narada zurückgeführt, stilistisch wurde er vom Marathi-Dichter Namdev geprägt. Die Variante rashtriya kirtan in Maharashtra ist eine religiöse und politische Musikgattung in der Sprache Marathi, die außerhalb dieses Bundeslandes kaum bekannt ist. Formal gehört der rashtriya kirtan zur Gattung naradiya kirtan. Die andere der beiden kirtan-Gattungen in Maharashtra heißt warkari kirtan.
Ein naradiya kirtan beginnt mit dem Lobpreis (naman) des kirtankar zunächst an die Tempelgottheit, dann an Sarasvati und Ganesha, an die Schutzgottheit (kuladevata) seiner eigenen Familie und schließlich an seinen Guru, manchmal außerdem an ein aufgestelltes Bildnis von Narada. Das Publikum sitzt nach Geschlechtern getrennt gegenüber. Nach dem für das indische Theater generell üblichen zeremoniellen Vorspiel purvaranga, zu dem hier ein an einen berühmten Sänger wie Narada gerichteter kirtan mit instrumentaler Begleitung gehört, folgt eine ausführliche Erklärung (nirupan) und Einordnung des Liedes in die religiöse Dichtung. Dabei zitiert der kirtankar häufig aus Sanskritquellen. Bei den nachfolgenden Liedern fällt das Publikum in den Gesang ein. Es folgt der zweite Teil (uttararanga) mit einer langen Erzählung (katha), in der die zuvor angerissene ethische und moralische Thematik ausgeführt wird. In diesem auch akhyan genannten Teil erzählt der kirtankar wohlbekannte Geschichten, und die emphatische Art seines Vortrags entscheidet, ob es ihm gelingt, seine Zuhörer zu begeistern. Abschließend richtet er seinen Dank nochmals an die Götter und lässt ein Spendengefäß herumreichen.
Bei der politischen Variante rashtriya kirtan trägt der kirtankar ebenso hauptsächlich devotionale Lieder vor und versucht darüber hinaus, zugunsten gewisser politischer Parteien seine Zuhörer von einem hindunationalistischen, gegen das säkulare Staatsmodell gerichteten Kurs zu überzeugen. Diese religiös-nationalistische Richtung dominiert die indische Politik seit 1998, als eine von der BJP geführte Koalition an die Regierung kam. In Maharashtra stehen die Brahmanen seit jeher an der Spitze der nationalistischen Bewegung; die hinduistisch-extremistische Organisation RSS wurde in Maharashtra von Brahmanen kontrolliert und formierte sich nach der Ermordung Gandhis 1948 durch einen Brahmanen aus Maharashtra zu einer abgeschlossenen Gesellschaftsgruppe.
Der religiöse Bezug macht das Medium kirtan bei Hindu-Zuhörern für die nationalistische Propaganda geeignet. Beim rituellen Anlass eines naradiya kirtan steht der stets zu den Brahmanen gehörende kirtankar dem Götterstandbild im Tempel zugewandt vor den nach Geschlechtern getrennten Zuhörern. Der Anteil von Frauen unter den kirtankar beträgt nach einer Schätzung von 2002 rund 40 Prozent. Die Begleitmusiker spielen tabla und Harmonium, der kirtankar schlägt selbst die Handzimbeln jhanjh. Er singt überwiegend solistisch, der Chor tritt nur am Anfang, bei Pausen und am Schluss in Aktion.
Der rashtriya kirtan bildete sich Anfang des 20. Jahrhunderts heraus, als kirtan-Sänger begannen, für den nationalistischen, antikolonialen Befreiungskampf durch die Dörfer Maharashtras zu reisen. Die heutigen nationalistischen kirtankar vertreten unterschiedliche Positionen, einige wollen die traditionellen brahmanischen Wertvorstellungen bewahren und warnen vor westlichen Kultureinflüssen, während andere ihre Agitation gegen Muslime richten und Indiens militärische Aktionen im Kaschmir-Konflikt gegen Pakistan unterstützen. Daneben gibt es weitere rashtriya kirtankar, die gesellschaftliche Probleme wie Alkoholismus, Umweltschutz oder Korruption thematisieren. Die musikalische Form, in der sie diese Botschaften übermitteln, entspricht weitgehend derjenigen des religiösen, unpolitischen naradiya kirtan. Beidesmal sind die Verse eines heiligen Dichters der Ausgangspunkt, wobei ein rashtriya kirtankar nationalistische Aktivitäten als religiöse Verdienste darstellen wird. Ein Unterschied ist die bei rashtriya kirtan integrierte und beim übrigen naradiya kirtan fehlende Marathi-Liedgattung powada, die eine Ende des 17. Jahrhunderts entstandene historische Erzähltradition darstellt.
Seinem didaktischen Anliegen entsprechend steht der kirtankar vor dem Publikum, das nach Geschlechtern getrennt am Boden sitzt. Die Zuhörer beteiligen sich an der Aufführung, indem sie mitsingen oder bekannte Verszeilen zusammen mit dem kirtankar vervollständigen. Zum Zeichen der Wertschätzung übergeben die Zuhörer am Ende der Vorstellung dem kirtankar kleine Geschenke oder etwas Geld, auch wenn ein Patron den Auftritt finanziert.

### Warkari kirtan

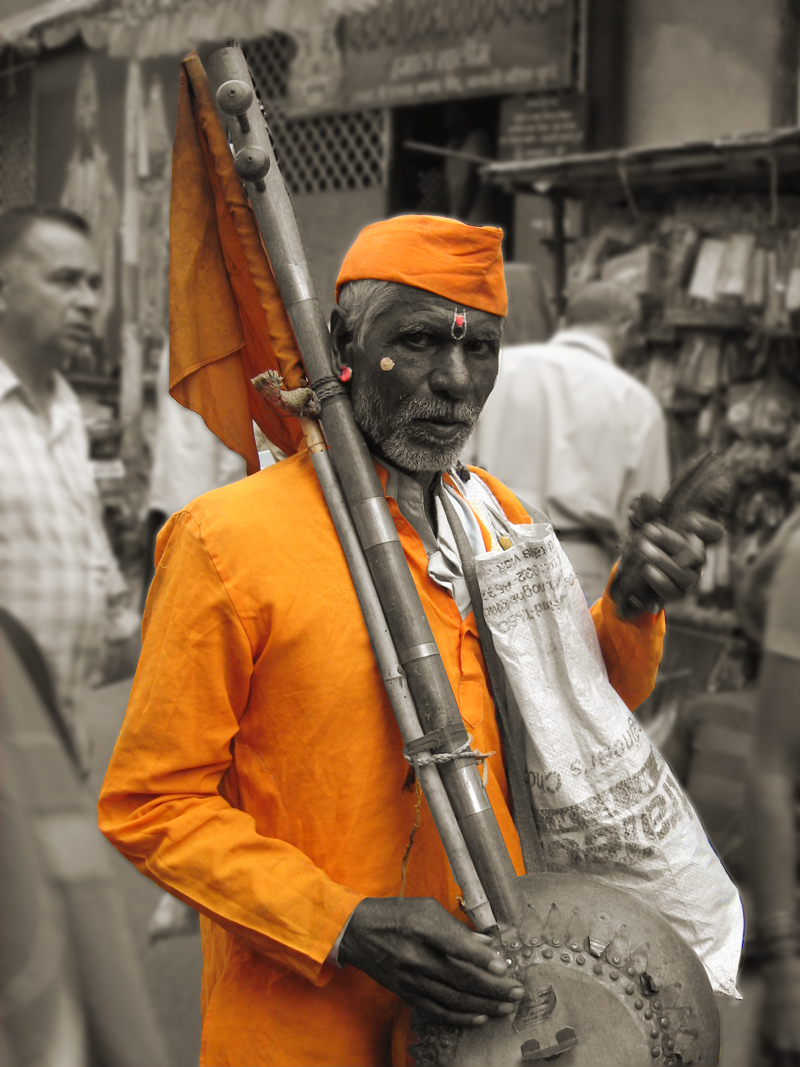
Ein warkari auf dem Weg zum Pilgertempel des Gottes Vithoba in Pandharpur Er spielt eine zweisaitige Laute ektari und mit der linken Hand schlägt er die Klappern chiplya.

Der warkari kirtan gehört zum Ritualprogramm der vishnuitischen Warkari Sampradaya, deren Gläubige den Gott Vithoba (auch Vittala, eine Manifestation Vishnus in Maharashtra) im Haupttempel der Stadt Pandharpur verehren. Der kirtankar beim warkari kirtan, der fast immer ein Mann ist, steht in einiger Entfernung vor der Figur des Vithoba, während die Zuhörer nach Geschlechtern getrennt zwischen ihm und der Götterfigur am Boden sitzen. Er wird von einem 10- bis 50-köpfigen, im Halbkreis hinter ihm aufgestellten Chor begleitet. Ein Musiker spielt eine zweifellige Trommel mridang und der kirtankar oder im Wechsel ein Chormitglied produziert mit einer Langhalslaute ektari einen Bordunton. Die Chorsänger werden talkari genannt, weil sie nebenbei die Handzimbeln tal schlagen.
Die Lieder setzen sich aus abhang(a) in einem bestimmten Metrum eines als heilig verehrten Marathi-Dichters und bhajan zusammen. Abhanga ist eine devotionale Gedichtform, die an Vithoba gerichtet ist, und bhajan bedeutet hier einzeilige Lieder zum Lob Gottes. Chor und kirtankar unterbrechen sich häufig gegenseitig und führen den Liedvortrag fort. Die Zuhörer kennen die meisten Melodien und fallen häufig in den Chorgesang ein.

## Südindien

### Marathi kirtan
Die Smarta-Tradition (Smarta Sampradaya) ist eine orthodoxe Hauptströmung des Hinduismus, in der fünf Götter des indischen Pantheons nach einer panchayatana puja genannten Ritualpraxis verehrt werden und der hauptsächlich Brahmanen anhängen. Die Smarta-Brahmanen in Tamil Nadu haben die Marathi-Tradition des kirtan übernommen und versuchen damit, sich als Bindeglied zu nicht-tamilischen Traditionen hervorzuheben und die einflussreiche brahmanische Kulturtradition ihres Bundeslandes zu stärken. Letztlich beanspruchen die tamilischen Brahmanen eine Rolle als Bewahrer der gesamtindischen Bhakti-Bewegung. Als Vaterfigur für ihre devotionale Musik (bhajana sampradaya) benennen sie häufig Sadguru Swami (1777–1817) aus dem Dorf Marudanallur (Taluk Kumbakonam).

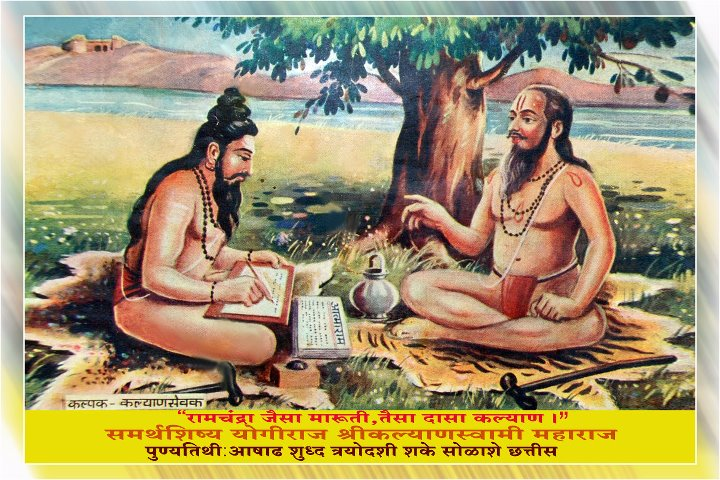
Der Heilige Samarth Ramdas und sein gehorsamer Schüler Kalyan. Populärer Farbdruck

Der neuzeitliche Kultureinfluss von Maharashtra auf Tamil Nadu geht bis ins 17. Jahrhundert zurück, als ein Halbbruder des bedeutenden Marathen-Anführers Shivaji 1674 Thanjavur eroberte und die dortige Marathen-Dynastie begründete. Samarth Ramdas (1608–1681), ein religiöser Berater von Shivaji, soll angeblich selbst Thanjavur besucht haben. Sicher ist, dass einer seiner Schüler 1677/78 in Thanjavur ein Samarth Ramdas gewidmetes Gebäude zur Aufführung devotionaler Musik gründete und später weitere derartige Gebäude (bhajana matha) eingerichtet wurden. In diesen bhajana matha wurden von Ramdas komponierte Lieder gesungen.
Im 18. Jahrhundert wurden die nordindischen klassischen Musikstile dhrupad, khyal und tappa in Thanjavur gepflegt, ebenso der marathisprachige Musik- und Tanzstil lavani aus Maharashtra. Von dort stammt auch die Verehrung von Vithoba durch die Warkari-Sekte, die im 18. und 19. Jahrhundert zu den populären religiösen Praktiken in Thanjavur gehörte. In dieser Zeit wurden in Thanjavur und im umgebenden Delta des Kaveri warkari kirtan unter anderem der Marathi-Dichter Namdev, Bhanudas (1448–1513) und Tukaram aufgeführt. Über diese Region gelangten warkari kirtan weiter nach Süden bis in den Fürstenstaat Travancore an der Südwestspitze Indiens.
In den bhajana matha (oder Ramdasi matha) von Thanjavur wird neben den warkari kirtan und Ramdasi kirtan noch ein dritter Marathi-kirtan gepflegt, der sich nach dem Monat dhanu (auch dhanurmas, Dezember/Januar) des Malayalam-Kalenders dhanurmas kirtan nennt. Dieser Marathi-Stil des kirtan gehört zu besonderen Tempelritualen und Prozessionen, die im Monat dhanu in Thanjavur stattfinden.
Um die Mitte des 19. Jahrhunderts war der Marathi-kirtankar Ramchandra Bava (1812–1881) einer der Ersten, die den marathisprachigen kirtan in Thanjavur auch außerhalb eines
matha in Tempeln oder Palästen aufführten. Zum Ensemble von Ramchandra gehörte auch ein muslimischer Musiker, der die Trommel dholak spielte. Hinzu kam das nordindische Streichinstrument sarinda. Diese kirtan-Tradition wurde von wenigen Marathen weitergepflegt, Anfang des 20. Jahrhunderts von tamilischen Brahmanen wiederbelebt und gilt heute für einen Teil der tamilischen Brahmanen als eine ihrer Formen der klassischen südindischen Musik.

### Kirtana
Ab dem 14. Jahrhundert begann sich die klassische Musik in Nordindien unter persischem Einfluss von der altindischen Tradition allmählich zu trennen, sodass mit der hindustanischen Musik im Norden und der karnatischen Musik im Süden zwei unterschiedliche Traditionslinien entstanden. Dennoch gibt es zahlreiche stilistische Gemeinsamkeiten zwischen den Vokalstilen dhrupad im Norden und kirtana(m) im Süden.
Ein Ausgangspunkt für rhythmische Strukturen und Reimformen der kirtana-Lieder ist das Gitagovinda aus dem 12. Jahrhundert. Hiervon rührt die Grundstruktur des kirtana mit Versen (carana), Strophen aus acht Versen (astapadi) und einem Refrain (druva), die ab dem 14. Jahrhundert in Karnataka von Mitgliedern der Haridasa-Bewegung weiterentwickelt wurde. Vishnuitische Sänger praktizierten die Tradition des Gitagovinda über die Jahrhunderte täglich im Jagannath-Tempel von Puri. Zur Haridasa-Bewegung gehörende Sänger, die kirtana in ihrer Regionalsprache Kannada vortrugen, waren Narahari Tirtha (14. Jahrhundert) und Sripadaraya (1422–1480). Kirtana bezeichnet hierbei nach der Struktur eine Liedkomposition aus bis zu zehn Versen (caranam) mit einer Zeile als Refrain (pallavi) und bezogen auf die Aufführungspraxis wie im Norden einen zwischen Vorsänger und Chor aufgeteilten devotionalen Gesang. Das 16. Jahrhundert war die Blütezeit für die Entfaltung des kannadasprachigen kirtana der Haridasa-Bewegung.
In Andhra Pradesh verfasste Tallapaka Annamacharya (1424–1503), Vorsänger am besonders heiligen Venkateswara-Tempel bei Tirupati, auf Telugu tausende kirtana-Lieder. Dasselbe ist von Purandara Dasa (1485–1565) überliefert, der auf Kannada dichtete und nach der Legende in seiner Jugend zusammen mit dem älteren Annamacharya Lieder sang. Beide gelten als Hinduheilige.
Die Telugu-Dichtung von kirtana wurde von den Nachkommen Annamacharyas, seinem Sohn Pedda Tirumalayyangar und seinem Enkel Tallapakam Chinnayya fortgeführt und wird bis heute von Sängern vorgetragen. Die drei Tallapaka-Komponisten erweiterten den aus den zwei abwechselnden Segmenten pallavi und caranam bestehenden kirtana zu einer dreigliedrigen Form aus pallavi, anupallavi (Sanskrit anu, „klein“) und caranam, die seitdem Standard ist. Auf 3.000 Kupferplatten sind die eingravierten Texte und Namen der Ragas von rund 20.000 Liedern überliefert.
Die dreiteilige kirtana-Form prägt als padam, javali und pada varnam auch die Musikstücke für religiöse Tanztheater wie Yakshagana, Bhagavata Mela und Kuchipudi. Andere südindische Gesangsformen sind kriti und varnam, die wesentliche Bestandteile der klassischen Musik darstellen. Bhajan ist in Südindien eine im Vergleich zum kirtan einfachere und kürzere Form des devotionalen kollektiven Gesangs mit weniger Text.

## Shabad kirtan

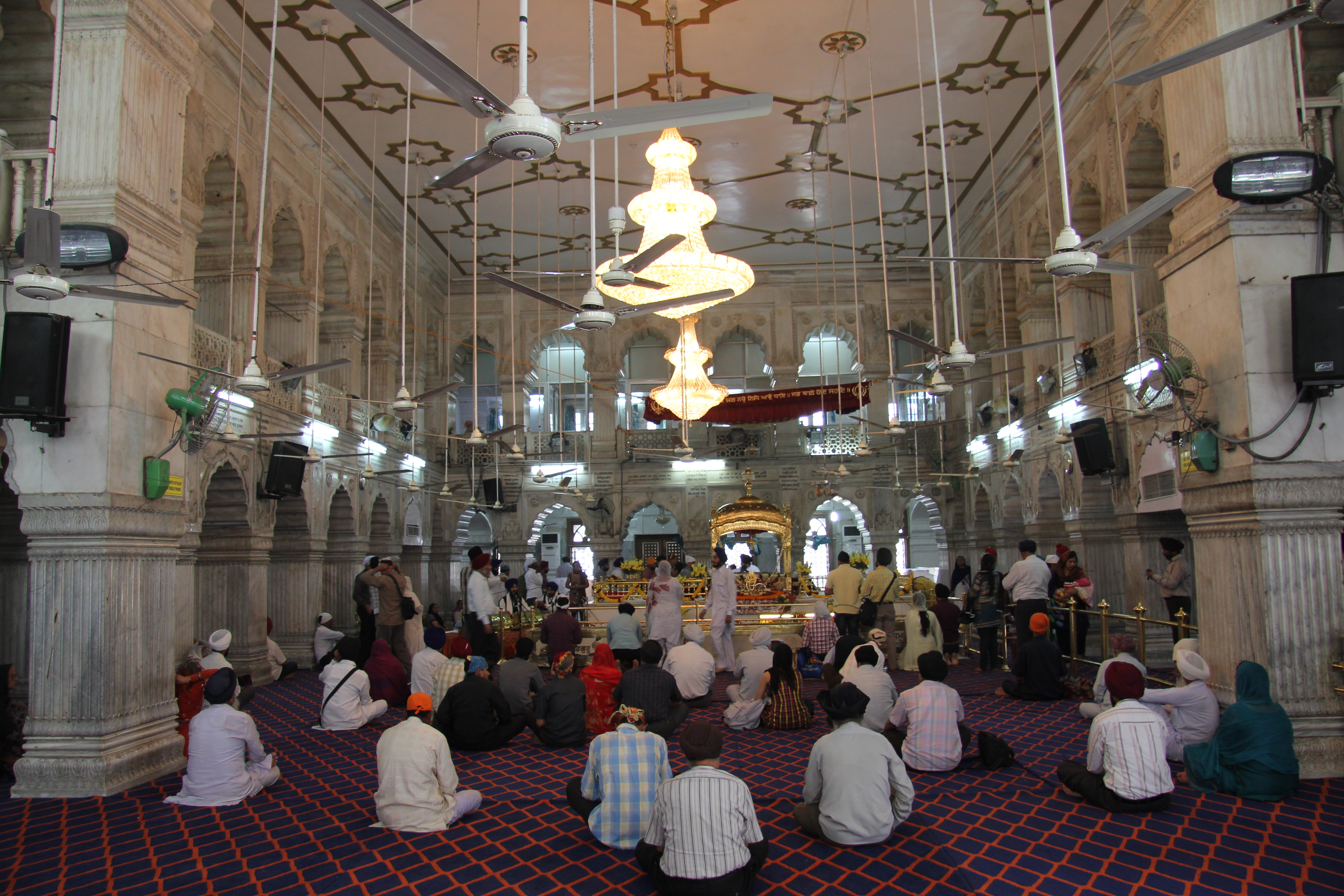
Kirtan in einem Gurdwara. In der Bildmitte hinten das rituell zu umschreitende Heiligtum mit dem während der Zeremonie ausgelegten Guru Granth Sahib.

Shabad kirtan, eigentlich gurmat sangit (Sanskrit gur, „Guru, Lehrer“; mat, „Lehre, Glaubensgrundsatz“ und sangit, „Lied“) ist die devotionale Musik der Sikhs, die auf klassischen Ragas und Talas basiert, aber nach ihrer Stimmung zur leichten klassischen Musik (bhav sangit) gehört. Das Panjabi-Wort shabad ist von Sanskrit shabda, „Sprachklang“ mit dem Bedeutungsumfeld „Stimme, Sprache, murmeln“ abgeleitet und bezeichnet im Zusammenhang des Sikhismus den Ton der vom Guru ausgesprochenen Worte sowie eine Hymne oder einen Abschnitt in der heiligen Schrift der Sikhs, dem Guru Granth Sahib. Im Goldenen Tempel in Amritsar, dem Hauptheiligtum der Sikhs, werden ganztäglich shabad kirtan aufgeführt. Darüber hinaus finden shabad kirtan weltweit an allen Orten statt, an denen sich Sikhs zu einer religiösen Versammlung treffen – in einem Gurdwara, Tempel oder Privathaus. Shabad kirtan wurden von Sikh-Gurus, Muslimen oder Hindus komponiert, sie gelten für Sikhs als wirkungsvollste Ritualhandlung, um eine spirituelle Erfüllung und die Nähe zu Gott zu erfahren.
Swami Haridas verfasste im 16. Jahrhundert zahlreiche dhrupad-Kompositionen, die aus den vier Teilen sthai, antara, sanchari und abhogi bestehen und in dieser Form von vielen späteren Komponisten der Bhakti-Bewegung übernommen wurden. In dieser Zeit bildete sich in Kaschmir eine Form der Sufi-Musik heraus, die sufiana kalam (oder sufyana musiqi) genannt wird. Sufiana qalam ist die klassische Musik Kaschmirs, die bevorzugt vom muslimischen städtischen Bürgertum und als kulturelles Erbe der Region auch von gebildeten Hindus gefördert und bei einem mehfil aufgeführt wird. Ein mehfil ist entweder ein religiöses Treffen von Sufis mit Musik oder ein weltlicher Abend von Musikliebhabern in kleinem Kreis in einem Privathaus. Die melodische Basis der sufiana kalam bilden Maqam.
Während der Zeit der zehn Sikh-Gurus, die von 1469 bis 1708 lebten, gab es bereits die klassische Form prabandh („fixierte Form“), ein aus fünf Elementen bestehender Gesangsstil, von dem eine Variante die Grundlage für den heutigen dhrupad bildet. Der prabandh beeinflusste ebenfalls den shabad kirtan. Guru Nanak trug zusammen mit seinen neun Nachfolgern durch den Einsatz neu komponierter oder übernommener Ragas und Talas zur Entwicklung des Gesangsstils bei, seine Lieder ließ er von einem muslimischen Musiker auf der Zupflaute rabāb begleiten. Nachdem Guru Nanak etliche Jahre als Missionar unterwegs gewesen war, ließ er sich in Kartarpur (Distrikt Narowal im pakistanischen Punjab) nieder, wo er das erste Zentrum der Sikhs gründete und den liturgischen Gesang der Sikhs (gurmat sangit) als rituelle Form etablierte. Morgens und abends wurden bestimmte kirtan-Lieder gesungen, wie aus dem Schrifttum von Bhai Gurdas (1551–1636), dem ersten Schreiber des Granth Sahib hervorgeht.
Jeder der nachfolgenden Gurus komponierte hunderte von Hymnen mit unterschiedlichen Ragas. Der zehnte und letzte Sikh-Guru, Gobind Singh (1666–1708), verfasste Hymnen in 19 verschiedenen Ragas und förderte darüber hinaus andere Musiker und Dichter. Zu seiner Zeit begann sich der gegenüber dem strengen älteren dhrupad eher lyrische klassische Musikstil khyal zu entwickeln. Bis Mitte des 18. Jahrhunderts wurde der khyal zum bevorzugten klassischen Vokalstil und beeinflusste folglich auch den shabad kirtan. Wie bei der klassischen Musik wurden die Melodien der shabad kirtan nur mündlich in einem Lehrer-Schüler-Verhältnis (guru-shishya parampara) innerhalb einer familiären Überlieferungstradition (gharana) weitergegeben, erst Ende des 19. Jahrhunderts entwickelte sich deren Notation zum Standard. Die nach der Unabhängigkeit von Britisch-Indien 1948 erfolgte Teilung des Landes brachte für die kirtan-Ensembles einschneidende Veränderungen. Bis dahin begleiteten professionelle muslimische Musiker den Gesang auf der gezupften Langhalslaute rabāb, als sie nun im Zuge des Bevölkerungsaustausch Indien in Richtung Pakistan verlassen mussten, verschwanden auch viele der überlieferten Kompositionen. Ersetzt wurden sie durch Amateursänger (raggi), die teilweise wenig Kenntnisse von klassischen Ragas besaßen.
Die Ragas der shabad kirtan sind wie in der klassischen Musik (shastrya sangit) mit Tageszeiten, Jahreszeiten und Stimmungen verbunden, darüber hinaus werden manche mit historischen Begebenheiten assoziiert. So ist beispielsweise bekannt, dass Guru Nanak zahlreiche Hymnen im Morgenraga Ramkali komponierte, der auch bei der shivaitischen Sekte der Naths und deren Siddhas beliebt ist, während der Raga Tilang von den Sufis bevorzugt wird und die dazu gehörenden Hymnen die Bildsprache des mystischen Islams verwenden. Die nach ihren Metren (tala, theka) benannten Rhythmen sind den klassischen Stilen dhrupad und khyal sowie der Volksmusik (deshi sangit) des Punjab entnommen. Wie in der klassischen Musik ist das Rhythmusinstrument für den dhrupad die zweifellige Trommel pakhawaj und für den heute populäreren khyal das Kesseltrommelpaar tabla.

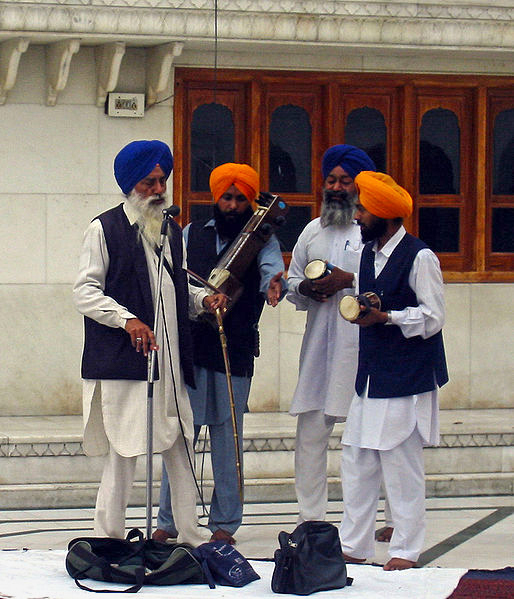
Dhadi-Gruppe. Drei Begleitmusiker und ein Erzähler im Goldenen Tempel von Amritsar.

Gemäß der historischen Abfolge lassen sich drei Gruppen von shabad kirtan-Musikern unterscheiden: die unter Guru Nanak begonnene Tradition der muslimischen Lautenspieler (rabābi), die unter dem fünften Guru, Guru Arjan (1563–1606), eingeführten Amateursänger (raggi) und den vom sechsten Guru, Guru Hargobind (1595–1644), beförderten Musikertypus dhadi. Ein raggi-Ensemble besteht aus drei Personen: ein in der Mitte sitzender Vorsänger, der zugleich Harmonium spielt und nach dessen Namen die Gruppe benannt ist, ein weiterer Sänger, der Harmonium oder ein Saiteninstrument (etwa die Streichlaute sarangi) oder Paarbecken spielt und ein Trommelspieler mit tabla oder jori. Der Name jori („Paar“) bezieht sich auf ein entsprechend der tabla nebeneinander gestelltes Paar einfelliger Zylindertrommeln. Beide Trommeln haben einen hölzernen Korpus und produzieren tiefere und lautere Töne als das tabla-Paar.
Die Anfang des 17. Jahrhunderts eingeführte dhadi-Gruppe singt in einer Form des Balladengesangs (parsang) heroische Lieder (var), in denen die leidvolle und oft mit Kämpfen gegen die muslimischen Herrscher verbundene Geschichte der Sikhs als Abfolge heroischer Taten von Kriegern und Märtyrern erzählt wird. Die dhadi-Gruppen spielten bei religiösen Versammlungen (sangat) und vor Soldaten. Die Popularität dieser Gruppen, die höchstens über geringe Kenntnisse klassischer Musik verfügen, ist ihrem emotionalen Gesangsstil und der Verwendung von Volksliedmelodien des Punjab zu verdanken. Eine dhadi-Gruppe besteht aus drei bis vier Mitgliedern: Zwei schlagen die kleine namensgebende Sanduhrtrommel dhadd und einer spielt sarangi. Hinzu kommt ein Erzähler, der die historischen Geschichten (itihasak prasanga) vorträgt. Zwischen kirtan- und dhadi-Gruppen verläuft eine klare Trennlinie innerhalb der religiösen Sphäre der Sikhs. Die streng klassisch musizierenden kirtan-Gruppen sitzen in unmittelbarer Nähe des Guru Granth Sahib, während die stets im Stehen spielenden dhadi-Musiker niemals in dessen Nähe kommen. Allgemein verwenden Sikh-Musiker zur Liedbegleitung Trommeln (tabla, dholak, jori, dholki), Saiteninstrumente für einen Bordunton, das Harmonium (das von in klassischer Musik Gebildeten als unangemessen betrachtet wird) und als charakteristisches Perkussionsinstrument die Metallzange chimta.
Gobind Singh Mansukhan (1982) unterscheidet nach dem Anteil von Musik und Gesang sechs Arten von shabad kirtan:
1. Die klassische Musikform aus Raga und Tala und deren perfekte Darbietung stehen im Vordergrund, der Vortrag von gurbani (von den zehn Sikh-Gurus und anderen Autoren heiliger Texte verfasste Hymnen) ist nachrangig.
2. Der dominante Klang der Musikinstrumente gilt als wichtiger als die musikalische Qualität und macht den gesungenen Text schwer verständlich.
3. Umgekehrt zu den Genannten stehen die genauen Texte der Hymnen und die Vermittlung ihres Sinngehalts an die Zuhörer im Vordergrund.
4. Durch zwischengeschaltete Erläuterungen (viyakhia) im liturgischen Rahmen tritt die religiöse Bedeutung der Verse noch stärker hervor, zu Lasten von Gesang und Musik.
5. Die Musiker wählen die kirtan nach den Wünschen des Publikums aus, was deren Unterhaltung und dem Gelderwern der Musiker dient.
6. Gruppengesang von Gläubigen, die beliebte shabad kirtan zur Begleitung von dholak, kartal und chimta singen.[91]

Ein besonderer Begriff ist kirtan chaunki. So wird ein shabad kirtan genannt, der in einer der Tageszeit entsprechenden Zeremonie in einem Gurdwara aufgeführt wird. Kirtan chaunki, der religiöse Dienst durch Musik bei einer Versammlung in einem Sikh-Tempel, ist in eine zyklische Abfolge der Ritualhandlungen eingebettet. Dies betrifft die rhythmischen Zyklen der Musik und den Tagesablauf, zu dem die rituelle Umschreitung des Heiligtums (Platz des Guru Granth Sahib während der Zeremonie) gehört. Chaunki heißt wörtlich „Viertel“ und bezieht sich auf eine hölzerne Plattform, auf der ein Ensemble von mindestens vier raggi (Sänger und Trommelspieler) Hymnen an die versammelte Gemeinde singt, und auf den Gesangsvortrag selbst. Dieser gilt nie als Konzert, sondern als eine Art Gebet.
Kirtan chaunki ist musikalisch in fünf Teile gegliedert:
1. Shan, ein instrumentales Vorspiel mit einem Saiteninstrument und Trommelbegleitung
2. Mangalacharan, ein Anrufungslied (bei hinduistischen Aufführungen zur Anrufung der Götter) mit einem kurzen Ausschnitt aus dem Guru Granth Sahib, in langsamem Tempo vorgetragen
3. Shabad, bei dem der Sänger im klassischen dhrupad- oder khyal-Stil eine Hymne in einem bestimmten Raga vorträgt
4. Shabad rit, eine Hymne im leichten klassischen Stil
5. Pauri, eine abschließende Komposition in einem speziellen Rhythmus mit vier Zählzeiten und im Stil der Volksmusik.[93]

Von den ersten Gurus bis in die Gegenwart und vom Hauptsiedlungsgebiet der Sikhs im indischen Punjab zu deren globaler Verbreitung unterlief der shabad kirtan starke Veränderungen bis zur eklektischen Übernahme in eine Art Weltmusik in den westlichen Ländern. So sang etwa die australische Dya Singh World Music Group 2003 in den Vereinigten Staaten kirtan zur Begleitung eines Harmoniums und eines Didgeridoos. In den 2000er Jahren wurde auch die US-amerikanische Sängerin Snatam Kaur, Mitglied der amerikanischen Sikh-Organisation 3HO („Healthy, Happy, Holy Organization“) weithin mit einer New-Age-Musik bekannt, bei der sie, in ein langes weißes Gewand der Sikhs gekleidet, eine Mischung aus Sikh-kirtan, keltischen und indianischen Gesängen, westlicher Volksmusik und Jazzelementen vorträgt.

## Christlicher kirtan

### Tamil Nadu
Christen bilden in Indien landesweit unterschiedlich starke Minderheiten und sind in eine Vielzahl von Glaubensrichtungen unterteilt. Deren Bandbreite reicht von den Thomaschristen, die sich nach Apostel Thomas benennen und deren Tradition an der Südwestküste (Kerala) möglicherweise im 4. Jahrhundert begann, über die seit der Besetzung durch die Portugiesen Anfang des 16. Jahrhunderts in Goa lebenden Goa-Katholiken, die auf die britische Kolonialzeit zurückgehenden Anglikaner bis zu den Baptisten, die zwischen Anfang des 19. und Anfang des 20. Jahrhunderts missioniert wurden und in Nagaland im äußersten Nordosten Indiens die Bevölkerungsmehrheit stellen. Auch wenn die christliche Missionierung seit der Kolonialzeit mit westlicher Kultur assoziiert wurde, der indischen Kultur scheinbar entgegentrat und etwa durch die Ablehnung des hinduistischen Kastensystems einen sozialrevolutionären Anspruch hatte, so übernahmen die Christen in ihre Alltagskultur und religiöse Ritualpraxis doch etliche hinduistische Elemente. Hierzu gehört die Aneignung der devotionalen Musikgattungen kirtan und bhajan. Bei diesem in der Forschung „christliche Indigenisierung“ genannten Prozess werden Aussagen der christlichen Theologie mittels ethnischer Traditionen ausgedrückt.
Unter den Protestanten von Tamil Nadu gehören gut zwei Drittel zu den Dalits, die eine breite Palette von eigenen Musikstilen für ihre christlichen Zeremonien pflegen. Die christliche Musik der tamilischen Dalits hat sich im Austausch zwischen den verschiedenen Ethnien, Kasten und den Einflüssen westlicher Missionare seit der Kolonialzeit herausgebildet. Außerdem lieferten hochkastige, zu den Vellalar gehörende tamilische Christen die karnatisch-christliche (klassische südindische) Musik seit dem Ende des 18. Jahrhunderts oder Anfang des 19. Jahrhunderts durch Vermittlung protestantischer Missionare in die Dörfer der kastenlosen Dalits. Die christlichen Vellalar in den Distrikten Thanjavur und Tirunelveli waren die ersten, die kirttanai komponierten. Seitdem ist die hauptsächliche christliche Gesangsform in Tamil Nadu der kirttanai. Er gelangte vom devotionalen Musikstil der vishnuitischen und shivaitischen Brahmanen in die christliche Verehrungszeremonie. Die Vellalar verwendeten karnatische Ragas, Talas und die dreiteilige Form der klassischen Musik (pallavi, anupallavi, caranam). Die caranam (Verse) verweisen auf die häufig beim Bhakti-Kult von der gesamten Versammlung gesungenen Gedichte. Des Weiteren übernahmen sie Melodien von Komponisten wie Tyagaraja (1767–1847).
Anfang der 1820er Jahre erklärten anglikanische Missionare den klassischen kirttani-Stil für unangemessen, wogegen der damals neben H. A. Krishna Pillai (1827–1900) bekannteste protestantische Hofdichter und Komponist in Thanjavur, Vedanayagam Sastriar (1774–1864, beide gehörten zu den Vellalar), dieser Musik einen besonderen Wert als Stil der elitären oberen Kaste beimaß. Ein amerikanischer Missionar veröffentlichte 1853 eine Sammlung von über 100 von Sastriar komponierte kirttanai, um sie unter den niedrigkastigen Tamilen bekannt zu machen. Neben dem „gesitteten“ kirttanai gab es lautstarke Prozessionen der Katholiken mit der Fasstrommel tavil, der langen Kegeloboe nadaswaram und Feuerwerkskörpern. Sastriar bevorzugte offenbar klassische Musikinstrumente gegenüber Instrumenten der Volksmusik. Der kirttanai wirkte ab Mitte des 19. Jahrhunderts als Überträger von religiösen Wertvorstellungen (auch Reinheitsgeboten) von den oberen Kasten zu den Shudras (Niedrigkastigen) und Dalits.
Nach der Mitte des 20. Jahrhunderts begannen tamilische Protestanten, Elemente der dörflichen Volksmusik kulturell aufzuwerten. Der protestantische Dalit-Theologe J. T. Appavoo erklärte die Volksmusik als angemessen für den christlichen Gottesdienst und im Besonderen als geeignet für die Befreiungstheologie der Dalits. Die zur Protestform erhobene Volksmusik erlaube eine „Indigenisierung“ des tamilischen Christentums. In diesem Zusammenhang wurde die altertümliche, einfache Rahmentrommel parai (auch thappu) zum Kultursymbol der tamilischen Dalitbewegung und das Genre kirttanai wurde mit stilistischen Elementen aus der tamilischen Volksmusik angereichert. Von der melodischen Struktur des ursprünglichen Raga blieb wenig übrig, stattdessen wurde durch die Übernahme des Harmoniums seit den 1940er Jahren zwangsläufig die westliche temperierte Stimmung mit einfachen Melodien eingeführt. Die Hinwendung der protestantischen Tamilen zur tamilischen Volkskultur gehört zur antibrahmanischen dravidischen Bewegung (vgl. die Nationalbewegung nach einem unabhängigen Dravida Nadu), deren musikalischer Aspekt als Tamil Isai Iyakkam („Tamilische Musik-Bewegung“) bekannt ist.

### Odisha
In Odisha, wohin der kirtan von Bengalen aus gelangte, führen Christen in den Dörfern und bei Festivals kirtan in Form von religiösen Liedern, Erzählungen und Spielhandlungen auf. Eine Besonderheit sind Kreistänze. Als einheimische Begleitinstrumente beim gesungenen kirtan gelten in Bhubaneswar die zweifellige Tontrommel mrudanga und die Handzimbeln ginni, während die häufige ersatzweise Verwendung der zweifelligen dholak als unangemessen gilt, weil sie kein Instrument aus der Region ist. Ansonsten besteht in Odisha die rhythmische Begleitung des kirtan aus der Trommel khol und der Zimbel kartal.

### Kerala
Die Christen in Kerala, die rund 19 Prozent der Gesamtbevölkerung des Bundeslandes ausmachen, sind in eine große Zahl von Konfessionen gespalten, die eigene Liturgien beachten. Während die Syrisch-orthodoxe Kirche und die Syro-malabarische Kirche die Tradition eines auf Malayalam gesungenen Kanons mit antiken Modi beibehalten haben, ersetzte die Lateinische Kirche 1967 den Unisono-Gesang bei der Liturgie durch die europäische Mehrstimmigkeit. In den 1970er Jahren wurde ein populärer devotionaler Gesangsstil mit westlichen und indischen Musikinstrumenten mit Hilfe der neu auf den Markt gekommenen Audiokassetten weit verbreitet. Dieser Trend setzte sich in den 1990er Jahren mit zum einen westlichen und zum anderen indischen Stilmischungen fort. Zu letzterem gehören christliche kirtana-Kompositionen im Stil der karnatischen Musik mit Texten auf Malayalam. Einer der bekanntesten christlichen Komponisten von Kerala in der hinduistischen Bhakti-Tradition war George Panjara (1938–2017).

## Jüdischer kirtan
Von den vier oder fünf jüdischen Gemeinschaften in Indien leben die Cochin-Juden und die Beni Israel am längsten in Indien, den Legenden nach seit vorchristlicher Zeit. Die Cochin-Juden sind durch eine spätestens ins 10. Jahrhundert datierte alttamilische Inschrift belegt. Europäische Reisende berichten seit dem 16. Jahrhundert, Juden in den Siedlungsgebieten der Beni Israel im Nordwesten Indiens (heute überwiegend an der Küste von Maharashtra, wenige in Gujarat) gesehen zu haben.
Die Liturgiesprache der Beni Israel ist Hebräisch, die Umgangssprache in Maharashtra Marathi. In ihren Gottesdiensten unterscheiden sie zwei Gesangsstile, nur außerhalb der Liturgie dürfen Melodieinstrumente (wie Harmonium, bulbultarang, sarod, Violine, Bambusflöte) und tabla verwendet werden. Im 19. Jahrhundert übernahmen die Beni Israel den hinduistischen naradiya kirtan-Musikstil für den Gesang biblischer Erzählungen auf Marathi, besonders für den Vortrag der Josefsgeschichte, die als kirtan Yosef bekannt ist. Vor dem 18. Jahrhundert befolgten sie nur wenige jüdische Religionsvorschriften. Den naradiya kirtan zu übernehmen und mit jüdischen Texten auszufüllen diente den Beni Israel dazu, sich ihres Jüdischseins rückzuversichern.

## Weitere regionale Verbreitung von kirtan
In Madhya Pradesh ist ramsatta eine Art kirtan, bei dem junge Männer von zweifelligen Trommeln und Harmonium begleitet singen und tanzen.
In Odisha wurde der ekstatische sankirtana aus Westbengalen eingeführt, dessen Chorgesang von der Trommel khol und den Zimbeln kartal begleitet wird. In nahezu jedem Dorf in Odisha treten kirtan-Gruppen auf. Bei einer besonderen, asht prahar genannten Form der Aufführung spielen und singen die Teilnehmer 24 Stunden ohne Unterbrechung.

## Kirtan außerhalb Südasiens

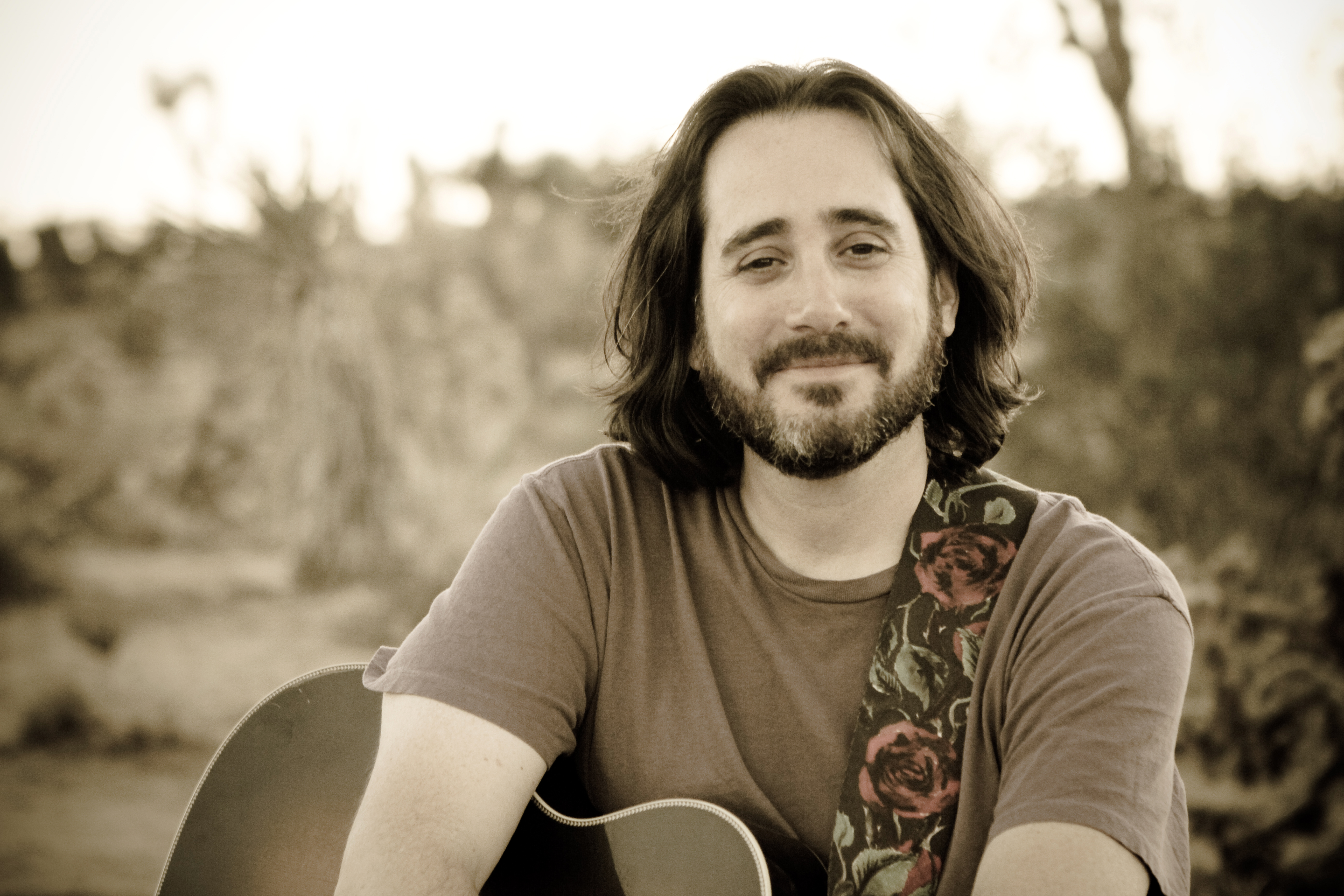
David Newman, erfolgreicher Komponist und Sänger spiritueller Lieder in den Vereinigten Staaten

Anfang des 20. Jahrhunderts gelangte der kirtan in die Vereinigten Staaten. Der aus Bengalen stammende Yoga-Meister und spirituelle Führer Yogananda (1893–1952) hielt 1923 in der vollbesetzten Carnegie Hall in New York einen Vortrag, bei dem er, Medienberichten zufolge, als erster in den Vereinigten Staaten bei einer Veranstaltung kirtan sang. Er trug den bekannten, von Guru Nanak komponierten kirtan namens Hay Hari Sundara („Gott so wunderbar“) vor. Wegen der großen Begeisterung des Publikums sang Yogananda von nun an regelmäßig bei seinen abendlichen Ansprachen kirtan. In den 1960er Jahren verbreitete sich der kirtan-Gesang in den Vereinigten Staaten hauptsächlich durch die von A.C. Bhaktivedanta Swami Prabhupada (1896–1977) gegründete Internationale Gesellschaft für Krishna-Bewusstsein (ISKCON), deren Anhänger Hare-Krishnas genannt wurden. Angeregt durch ihre Missionierungsbestrebungen gründeten Mitglieder der Hare-Krishna-Sekte zahlreiche Tempel in den Vereinigten Staaten, Kanada und vielen anderen Ländern. Dort werden nach indischen Vorbildern hinduistische Rituale für Krishna, darunter jährliche Tempelfeste und kirtan-Aufführungen angeboten. Von den Hare Krishnas ging das Chanten von kirtan in die New-Age-Szene ein und entfernte sich von seinen ursprünglichen religiösen Kontexten. Über nordamerikanische Yoga-Studios wurde kirtan zu einer Art von spirituellem Wellnessangebot, das als Mittel zum Stressabbau dienen soll.
Die in den Vereinigten Staaten praktizierte Gesangsform ähnelt dem nam kirtan, bei dem im Wesentlichen die Namen von Gottheiten, darunter Rama, Krishna, Hanuman und Durga, wiederholt werden. In den amerikanisierten Versionen werden die in Indien typischen Begleitinstrumente für den Wechselgesang (Trommeln dhol, dholak und tabla, Harmonium und die Handzimbeln jhanjh oder kartal) durch Gitarre, Violine, Keyboards und diverse Perkussionsinstrumente ersetzt. Die Verse bestehen aus einer Mischung von englischen Phrasen, Auszügen aus dem Granth Sahib der Sikhs, der jüdischen Tora und aus der christlichen Tradition, die meist mit eingängigen Melodien, die den Gesetzen der westlichen Harmonik entsprechen, intoniert werden.
Eine derart aus religiösen Versatzstücken zusammengefügte spirituelle Musik machte David Newman zu einem erfolgreichen Komponisten, Sänger und Bestsellerautoren. Unter dem Künstlernamen Durga Das singt er Verse auf Sanskrit und Englisch zu Melodien, die an bekannte Poplieder angelehnt sind. Wie Newman ist auch Benjy Wertheimer jüdischer Herkunft. Wertheimer verbindet seit 2000 einen New-Age-Klangteppich mit einem kirtan, dessen Verse auf Hebräisch und Sanskrit verfasst sind und eine als „Nadabrahma“ bezeichnete Spiritualität beschreiben. Der amerikanische Sänger Krishna Das (bürgerlich Jeffrey Kagel, * 1947) verbindet New Age mit hinduistischem kirtan und in Deutschland schafft die Sängerin Deva Premal (bürgerlich Jolantha Fries, * 1970) eine entsprechende Verbindung.

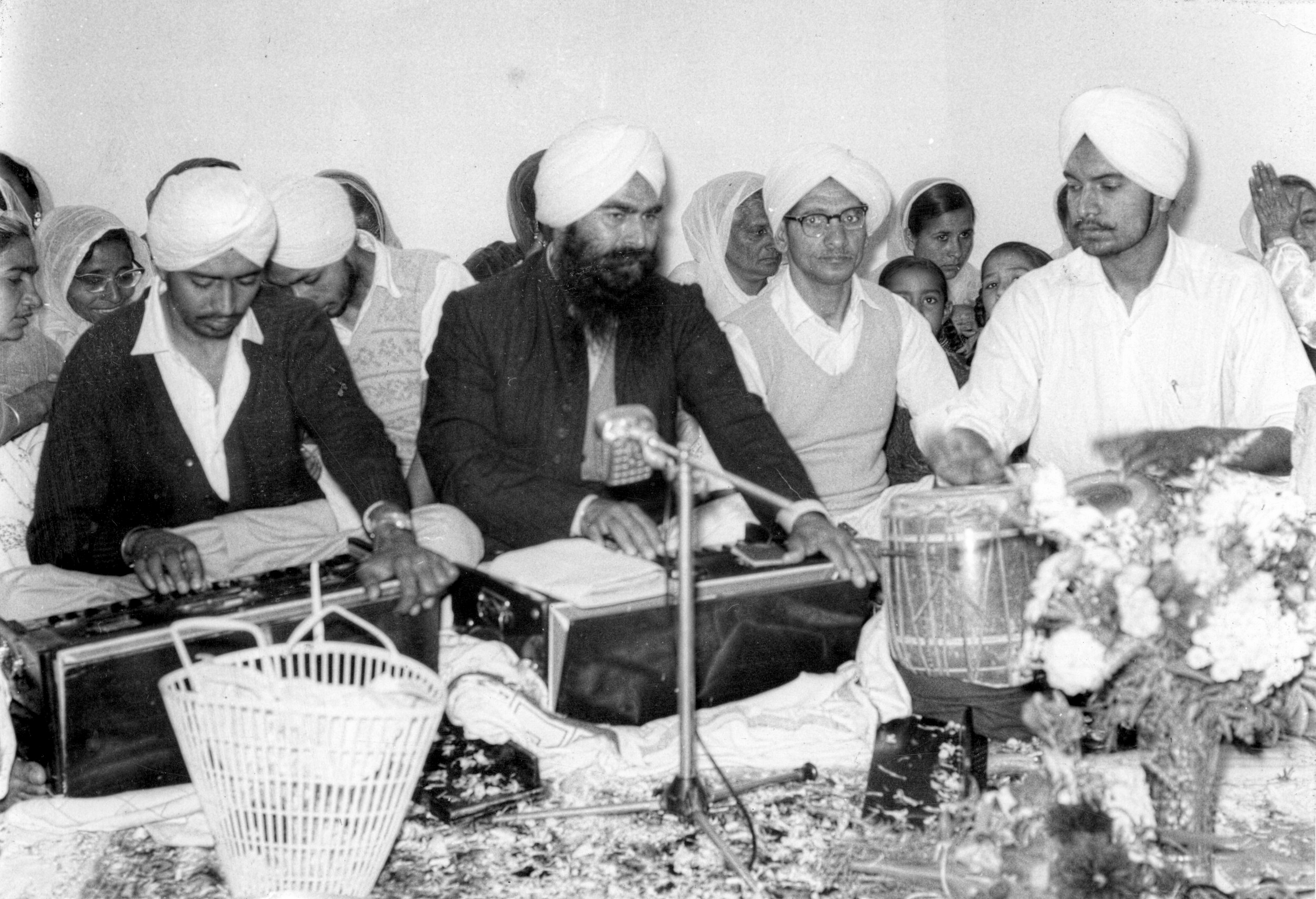
Kirtan einer Sikh-Gemeinde in Kenia

Snatam Kaur kombiniert New Age und die Gruppe Dya Singh Weltmusik mit Sikh-kirtan. Daneben gibt es auch eine devotionale Musik, welche die kulturelle Identität der Sikhs in der Diaspora aufrechterhalten soll und sich daher solcherart Modernisierungen widersetzt. Dies gilt für die heute über eine Million starke Gemeinde der Sikhs, die seit dem 19. Jahrhundert vom Punjab in alle Welt ausgewandert sind. Beispielsweise errichteten Sikhs 1892 in Mombasa den ersten Gurdwara in Kenia. Dort und in den zahlreichen nachfolgend gegründeten Gurdwaras in Kenia und Uganda fanden Versammlungen statt, bei denen die Gemeinde (sangat) oder der Priester (granthi) des Gurdwara kirtan sangen. Ab Mitte der 1960er Jahre übersiedelten viele dieser Sikhs ins Vereinigte Königreich, sodass Ostafrika zu einem wesentlichen Verteiler für die Verbreitung internationaler kirtan-Formen der Sikhs wurde.
Bereits während der Kolonialzeit waren Sikhs auf direktem Weg von Indien ins Vereinigte Königreich ausgewandert, wo sie kurz nach 1900 in London einen Gurdwara gründeten. Dort sangen die häufig musikalisch ungebildeten Gemeindemitglieder kirtan. Die ersten klassisch ausgebildeten Raga-Sänger (raagis) kamen in den 1970er Jahren von Indien nach Großbritannien und in die Vereinigten Staaten. Bei den Sikhs in der Diaspora besitzt der kirtan heute neben dem weltlichen Volksmusikstil bhangra eine Bedeutung als Identitätssymbol.